# ランゲンハーゲン
ランゲンハーゲン (ドイツ語: Langenhagen, ドイツ語発音: [laŋənˈhaːg̩n]) は、ドイツ連邦共和国ニーダーザクセン州ハノーファー広域連合に属す市である。本市は州都ハノーファーの北側に位置している。ランゲンハーゲンの市域内にはハノーファー＝ランゲンハーゲン空港や、ハノーファーのノイエ・ブルト競馬場がある。地域計画上この街は、上級中心都市の機能を一部有する中級中心都市とされている。

## 地理

### 位置
ランゲンハーゲン市は、北から時計回りに、ヴェーデマルク、イーゼルンハーゲン、ハノーファー、ガルプセンと境を接している。市域の北部は第四紀のゲーストの隆起があり、そこにリューネブルガー・ハイデにつながるムーアやハイデがまばらに点在している。市域内にはカナノーエの森、カルテンヴァイダー・モーア自然保護区、一部がランゲンハーゲンの市域にかかるビッセンドルファー・モーア自然保護区といった広い保護林、保護湿地がある。ビッセンドルファー・モーア内には、北のヴェーデマルクとの市境沿いにムスヴィレン湖がある。

### 市の構成
1974年のニーダーザクセン州の地域・行政改革以後、ランゲンハーゲン市はランゲンハーゲン中核部（ランゲンハーゲン＝ミッテ、ランゲンフォールト、ブリンク、アルト＝ランゲンハーゲン）の他に以下の地区からなる。
- エンゲルボステル（シュプリッタージートルング・カナノーエを含む）
- ゴッツホルン
- カルテンヴァイデ（ゼーシュテッテ・アルテンホルスト、ハインハウス、マスペ、ジートルング・トヴェンゲ、トヴェンゲ、キービッツクルークを含む）
- クレーエンヴィンケル
- シューレンブルク

ヴィーゼナウは、地域再編までは南のミッテルラント運河に達するまでを含んでいたが、1974年以後は連邦アウトバーン2号線の南側の住宅地だけがブリンクの一部となり、2本のトンネルで結ばれている他は完全にハノーファー市に囲まれている。ハノーファー広域連合内で最大級の新興住宅地の1つであるヴァイハーフェルト新興住宅地区は、S-バーンのカルテンヴァイデ駅近くにある。

### 人口推移

ランゲンハーゲンの人口推移

## 歴史

### 成立、中世
ハインハウスは990年、エンゲルボステルは1033年7月10日、ゴッツホルンは1200年、ヴァーゲンツェルは1255年、シューレンブルクは1308年に記録されている。ランゲンハーゲンは、1312年2月15日に Nienhagen として初めて文献に記録されている。この集落の古い表記は、1312年頃に Novam Indaginem、1314年頃に Nova Indagine、1391年に Nyenhaghene、1430年頃に Nigenhagen、1451年に Langenhagen、1480年に Nigenhagen、1501年に Niegenhagen、1523年に Langenhagen がある。ランゲンハーゲンの確かな歴史は1312年の Novam indaginem からである。これはラテン語の "nova" あるいは "neu" と "indago" からなる。後に "neu" から "lang" への転換が起こったが、史料では17世紀までこの2つの付加語のどちらも記述がある。
フォークトのハインリヒ・クラーフェの指導下でランゲンハーゲンは1618年に市場開催権を授けられた。彼は妻とともに1630年に、現在もエリーザベト教会で使われているイェレミアス・ズーテルの洗礼盤を寄進した。
アムト・ランゲンハーゲンのアルハイト・スヌーアに対する魔女裁判は、彼女の死刑で結審した。1648年1月8日に彼女はメクレンハイデ（ファーレンヴァルトの北）のアムト・ランゲンハーゲンの処刑場で、ハノーファーの死刑執行人マルテン・フォークトによって首を絞められ、その後、体を焼かれた。

### 19世紀
1862年、ランゲンハーゲンの市域内に精神疾患児や精神薄弱児のための医療・養護施設がハノーファーに属する機関として開設された。後にノーベル生理学・医学賞を受賞するロベルト・コッホは、1866年から1868年までここで医療助手として働いた。これを記念して、現在、彼にちなんで名付けられた通りがあり、ロベルト＝コッホ＝シューレに記念プレートが設けられている。この施設はその後、まず精神障害者のための州立医療・養護施設、その後ランゲンハーゲン神経医療施設と改名された。この施設はランゲンハーゲンからハノーファーに向かうメインストリート沿いにあった。『荒野の詩人』ヘルマン・レンスは、「徒歩や自転車で旅する者もこの村を避けている。田舎の静寂の替わりに（中略）哀れな状態の存在を見かける」と書いている。この施設は20世紀の初めに多くの工期を経て近代化がなされた。1995年からこの病院は精神病・精神治療クリニックと呼ばれ、2006年からは KRH 精神障害（125床）および KRK 老人医学（85床）としてクリニークム・レギオン・ハノーファー（ハノーファー広域連合病院）に属し、この街で約160人を雇用している。これまで外部から隔離されていた施設が開放され、同時に規模が大幅に縮小された。ランゲンハーゲン市は2010年に都市開発のためにハノーファー市から多くの土地を取得した。

### 20世紀から現代
ランゲンハーゲンは20世紀の初めに交通結節点として経済的重要性を獲得した。その理由は、特に1890年から設けられたハノーファーから来てランゲンハーゲン駅（現在のランゲンハーゲン・プフェルデマルクト）に停車し、フィッセルヘーヴェデに至る鉄道路線であった。ブリンクにとっては、1916年のミッテルラント運河のブリンカー港開設と、1934年/1935年のルール地方からブリンクの町域を通ってベルリンへ向かうアウトバーン2号線建設が重要であった。アウトバーン建設の際に砂や礫を採取したことでジルバー湖が形成され、これ以後重要なレジャー地となった。
ハノーファー市からの合併要請に抵抗するために、1935年11月1日にブリンクとランゲンフォールトが合併し、新たな自治体ブリンクを形成した。さらに1938年4月1日にブリンクとその北に隣接するランゲンハーゲンとが合併して大きなラントゲマインデ・ランゲンハーゲンが形成された。これにより経済的に強固な自治体ができあがった。歴史的な理由で自治体の名称にはランゲンハーゲンが選ばれたが、ブリンクの方がより大きく、人口の多い自治体であった。ブリンクの新しい町役場が新生ランゲンハーゲンの町役場となった。

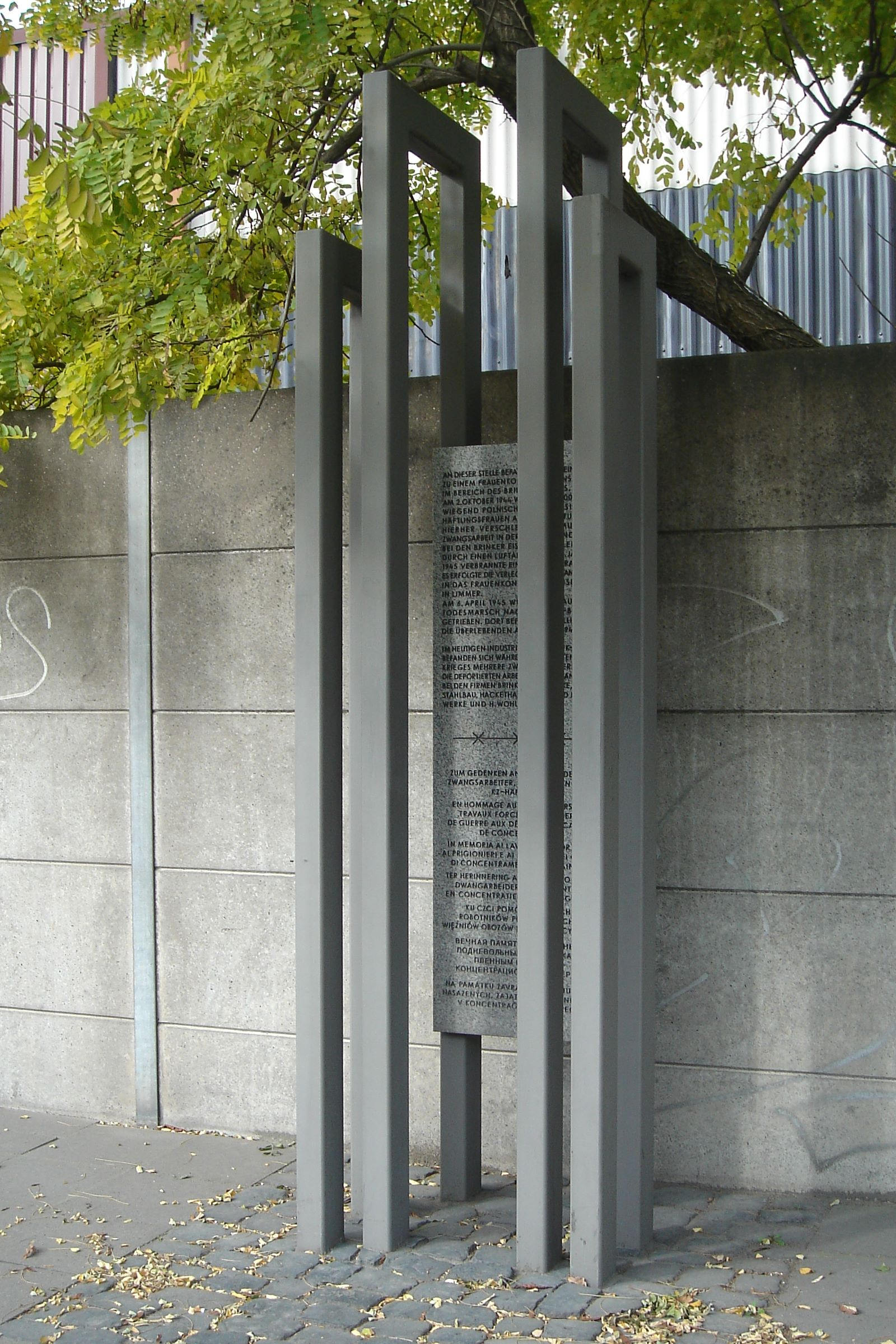
ランゲンハーゲン強制収容所跡にある悔恨碑

当時ランゲンハーゲンに属していた現在のブリンカー・ハーフェン産業地区には、1944年10月2日から1945年1月6日まで、ハンブルクのノイエンガンメ強制収容所のハノーファー＝ランゲンハーゲン外部強制収容所があった。1974年からハノーファーのブリンク＝ハーフェン市区に属しているその敷地には、この外部強制収容所の記念プレートがある悔恨碑が設けられている。第二次世界大戦末期の空爆によりランゲンハーゲンは2/3が破壊された。
ラントゲマインデ・ランゲンハーゲンは1959年にニーダーザクセン州内務大臣ヒンリヒ・ヴィルヘルム・コプフによって都市権を授けられた。
1972年6月15日にドイツ赤軍メンバーのウルリケ・マインホーフが、ランゲンハーゲンのベルリナー広場に近いヴァルスローダー通りの住まいに潜伏しようとしたところを逮捕された。警察は家主のフリッツ・ローデヴァルトの通報でこれに気づいた。
ランゲンハーゲンは2004年12月31日まで、当時のハノーファー行政管区に属していたが、ニーダーザクセン州の他の行政管区と同様に、これは廃止された。

### 都市の発展
2009年から2011年までの2年間の分析と調整のプロセスを経て、市は統合都市開発コンセプト (ISEK) を自らに課した。そこでは、それまでの都市開発、人口統計、所得状況、社会状況、建設開発やインフラストラクチャーなどあらゆる関連した環境因子が調査される。このコンセプトは2025年および2030年向けに更新されている。将来の発展に特に重要なのはハノーファー空港の直接的な影響である。中核市区の北部はすでにニーダーザクセン州の地域統制プログラムで居住制限地域とされており新たに住宅地を指定することはできないが、他の地区では新しい住宅地や産業地区が続々と指定されており、この他に準備段階の場所もある。中核市区での制限の理由は、2本の滑走路の航空交通路にあたっていることである。さらに空港と市域北部には、大陸内および大陸間航空路の12本の飛行ルートが通っている。
鉄道や、アウトバーンA2 / A352号線や本市の市域を通るその他の古典的な道路の自動車交通も重要性を増している。これらの影響についても都市開発コンセプトで検討されている。

### 地域再編
ニーダーザクセン州の地域再編に伴って、ランゲンハーゲンは1974年3月1日に北のクレーエンヴィンケルとカルテンヴァイデ、西のゴッツホルン、シューレンブルク、エンゲルボステルを編入した。同時に、連邦アウトバーンより南の地域ほぼ全域を州都ハノーファーに移管した。これにはシュターダー・ラントシュトラーセ（地域再編後はファーレンヴァルダー通りの一部となっている）の両側の兵舎、ブリンカー港を含むヴィーゼナウ産業地区、フリーデナウアー通りとエルレンヴェークの間のシューレンブルガー・ラントシュトラーセまでのフリーデナウ住宅地が含まれる。アウトバーン南側にあるが2本のトンネルでブリンクと結ばれているヴィーゼナウだけはランゲンハーゲンに残された。

## 住民

### 宗教統計
2011年の国勢調査によれば、住民の 38.6 % が福音主義、12.4 % がローマ＝カトリックを信仰しており、49.0 % が無宗教またはその他の宗教を信仰している。プロテスタント信者やカトリック信者の数はこれ以後減少しており、およそ 60 % と過半数の住民が法的な宗教団体に属していない。2020年6月30日の調査では、住民の 29.8 % が福音主義、11.7 % がローマ＝カトリック、58.5 % がその他の宗教団体に属すか無宗教であった。

## 行政

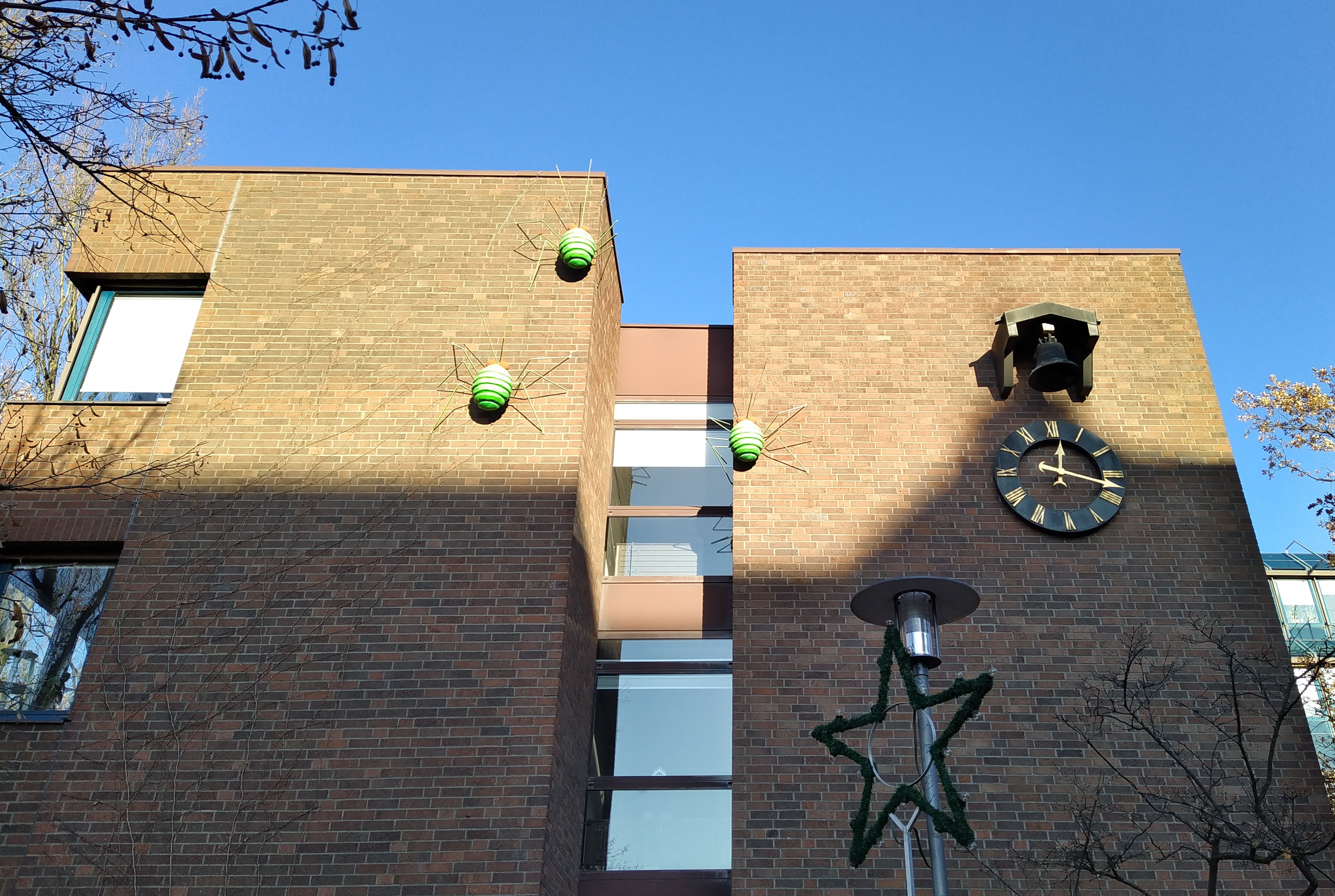
ランゲンハーゲン市庁舎

### 議会
ランゲンハーゲンの市議会は、42人の議員で構成されている。

### 諮問委員会
2006年に初めて諮問委員が選出された。2010年初めには、自然保護、文化、文化財保護、老人問題、青年問題、家族問題の各代表者からなる公園諮問委員が形成され、主に、一部歴史的な市立公園アイヒェンパルクについて検討を行っている。この組織は、市議会と市民との間の意見調整の機能を持ち、公園ツアーやエリーザベト教会近くのシニア＝フィットネス施設といったテーマに関する独自のパンフレットや報道機関を通じての広報活動を行っている。

### 首長
2014年11月1日からミルコ・ホイアー (CDU) が専任の市長を務めている。ホイアーは2021年9月12日の選挙で 55.79 % の支持票を獲得して市長に再選された。この選挙の投票率は 51.36 % であった。

### 紋章
ランゲンハーゲンの市章のデザインは、紋章官で建築家のハインリヒ・ギーゼケによってなされた。彼は1949年から1956年までニーダーザクセンの紋章管理の長官であった。
- この紋章は、1949年6月16日にニーダーザクセン内務省の認可を得た。
- 1974年3月1日に成立した新しいランゲンハーゲン市は、それまでのランゲンハーゲン市の紋章を引き継ぐこととし、1974年3月28日にハノーファーの行政管区長官の認可を得た[16]。

図柄: 赤地。金と赤の台座から現れる、青い爪と青い舌を持つ金の獅子（ヴェルフ家の獅子）。
紋章の由来: この紋章は、ハノーファー王国のアムト・ランゲンハーゲンで1852年から用いられた刻印に由来する。獅子は、ヴォルフ家の紋章デザインとしてハノーファー周辺地域の数多くの古いアムトの紋章に見られる。かつてのグロースフォークタイ・カレンベルクを起源とするアムト・ランゲンハーゲンにおいても同様である。後のアムト・ランゲンハーゲンの領域は、1248年までラウエンローデ伯領に属していたので、この獅子はラウエンローデ伯に由来するとも考えられるが、アムト・ランゲンハーゲンが紋章を持つことを認められた時代（早くても16世紀）にはこの伯家は存在しておらずブラウンシュヴァイク＝カレンベルク公に由来するとしか考えられない。ランゲンハーゲンの紋章が他と異なっている点は、台座から現れるように描かれていることで、元はおそらく台座の上に横たわっていたと考えられる。この特殊性の理由は判っていない。配色はヴェルフ家の家紋に倣っている。州立文書館は、この紋章デザインを「美しく、紋章として非の打ち所がない」と評した。

### 地区議会
ランゲンハーゲンの地区議会は5つあり、合わせて47人の議員がいる。

### 姉妹都市
ランゲンハーゲンは以下の都市と姉妹都市関係にある。
- サザーク・ロンドン自治区（イギリス、ロンドン）1980年
- ノヴォ・メスト（スロベニア、南東スロベニア地方）1988年
- グウォグフ（ポーランド、ドルヌィ・シロンスク県）1996年

この他に、ゴルツホルン地区はフランスのル・トレと、クレーエンヴィンケル地区はオーストリアのシュタットル＝パウラと姉妹地区関係にある。
また、以下の街とは友好協定を結んでいる。
- ジョインヴィレ（ブラジル、サンタ・カタリーナ州）
- ローデヴィシュ（ドイツ語版、英語版）（ドイツ、ザクセン州）
- ビイェリナ（ボスニア・ヘルツェゴビナ、スルプスカ共和国）2007年

## 文化と見どころ

### 建築

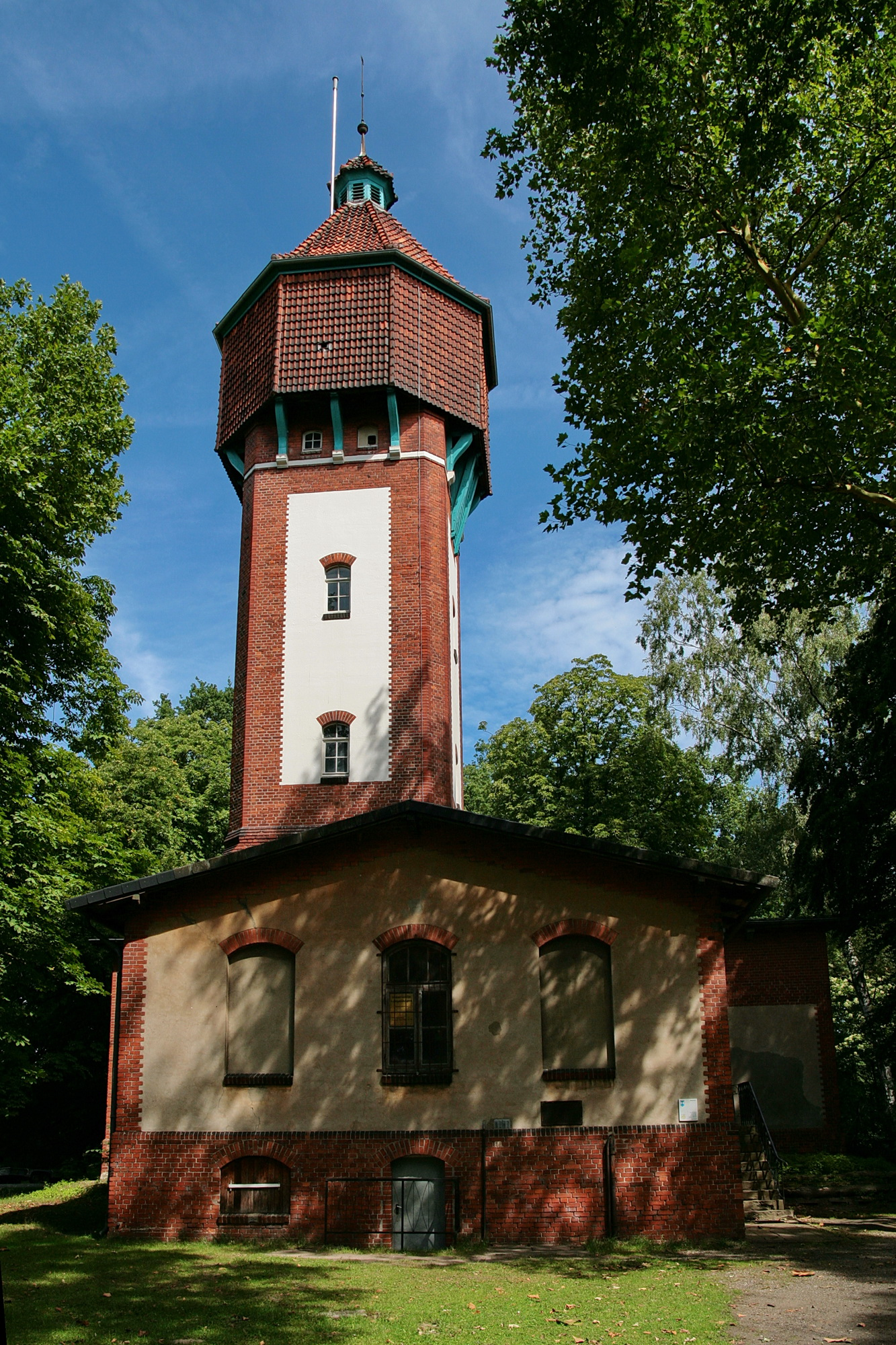
水道塔

#### 水道塔
ランゲンハーゲン市立公園内に、1905年建造の保護文化財に指定されている水道塔がある。これはかつてランゲンハーゲン老人・養護ホームに飲料水を供給していたものである。現在この建物は地元の自然保護連合が利用している。

#### ローデハウス
市立公園のローデハウスは市立文書館が入居する3階建ての建物で、保護文化財に指定されている。

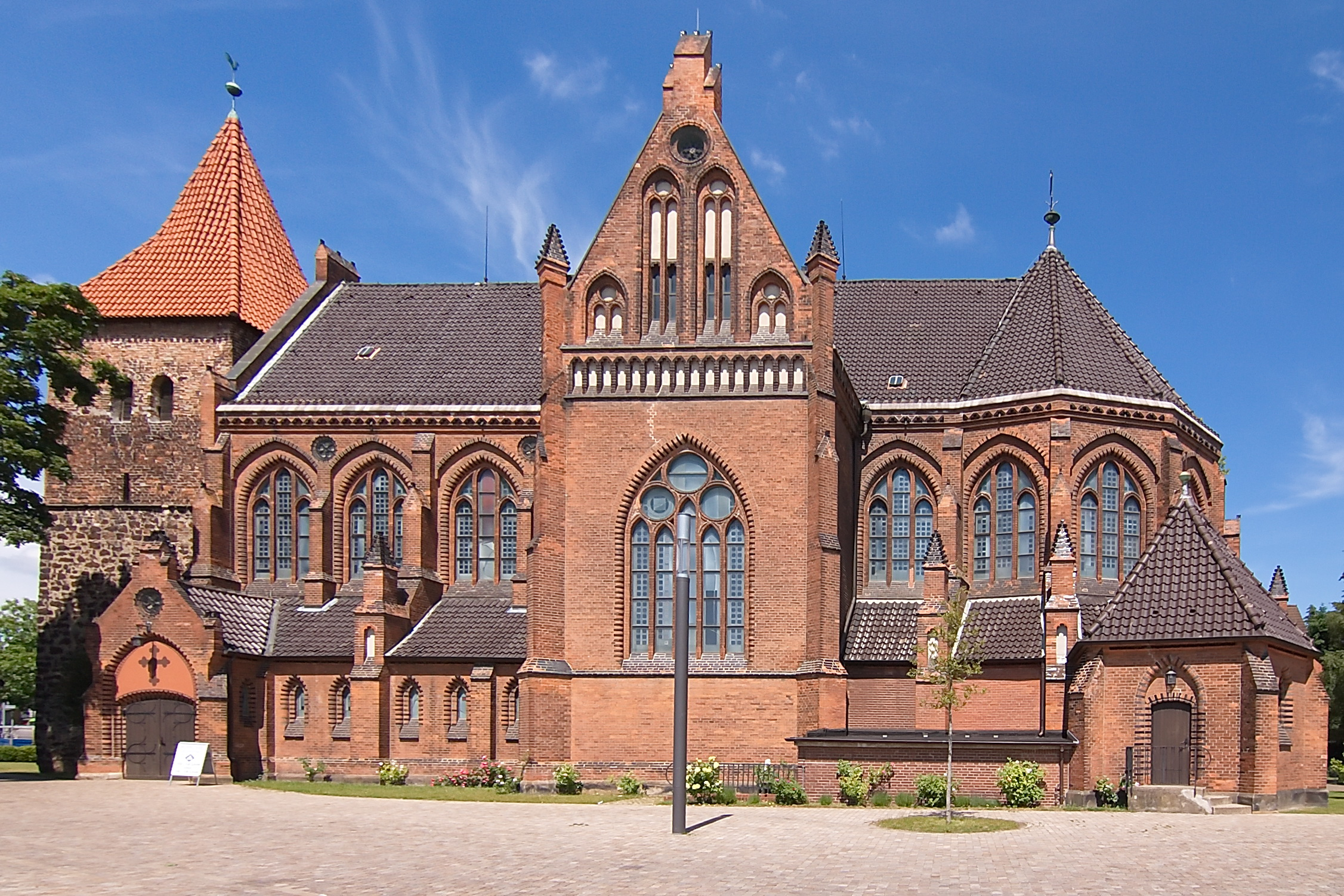
エリーザベト教会

#### 教会
ランゲンハーゲンは、福音主義＝ルター派のブルクヴェーデル＝ランゲンハーゲン教会クライスの本部所在地である。この教会クライスには、ランゲンハーゲンの4つの教会とエンゲルボステル/シューレンブルク、ゴッツホルン、カルテンヴァイデ＝クレーエンヴィンケルの教会が属している。ランゲンハーゲン地区には教会広場前にエリーザベト教会が建っている。この教会はカレンベルク公妃エリーザベトにちなんで命名された。ランゲンハーゲンの教会は第二次世界大戦中の爆撃で破壊されたが、戦後再建され、後にエリーザベト教会と改名された。教会塔は400年以上前のもので、ランゲンハーゲンで最も古い建造物であるとされている。その下部は沼鉄鉱で造られている。
1945年以後に建設された近代的な福音主義の教会建築には、1959年-1961年に建設されたゾネンヴェークのエンマウス教会（ヴィーゼナウ）がある。その教会塔はアウトバーンA2号線から見ることができる。ヒンデンブルク通りの1964年-1965年に建設された聖パウルス教会（ランゲンフォールト）とコンラート＝アデナウアー通りのエリア教会（シュタットミット）もある。他の地区には歴史的なマルティンス教会（エンゲルボステル）、1746年建造の「ツーム・グーテン・ヒルテン」礼拝堂（ゴッツホルン）、近代的なマティアス＝クラウディウス教会（クレーエンヴィンケル）がある。
第二次世界大戦後に増加したカトリック住民のために1951年に聖母教会が、1973年に十二使徒教会が建設された。両教会はハノーファー主席司祭区の聖母教会区に属している。
福音主義＝自由教会の Josuagemeinde ランゲンハーゲン（バプテスト）はゴッツホルナー通りに教団ハウスを有しており、新使徒教会はファイルヒェン通りにある。シュタットパークアレー沿いに建つ、保護文化財に指定されているアイヒェンパルク礼拝堂は2001年から芸術展示に利用されている。

### 音楽
ランゲンハーゲン音楽学校とランゲンハーゲン市ブラスオーケストラは、ランゲンハーゲンにとって重要である。ランゲンハーゲン市ブラスオーケストラは1958年に設立された。1974年にハノーファー消防団音楽隊と合併してニーダーザクセン・ブラスオーケストラとなった。ランゲンハーゲナー・ブラスオーケストラは、音楽監督エルンスト・ミュラーの指導下で世界的に活動を行い、ランゲンハーゲンを知らしめている。オーストラリアでは、シドニー・オペラハウスの階段で演奏を行った。2004年にカイ・フィリップスがこのブラスオーケストラの音楽監督を引き継いだ。2015年初めからハラルト・ザントマンが指揮を行っている。

### 演劇
ランゲンハーゲンには全国的に有名な演芸とコメディーの劇場 daunstärs がある。この劇場は、コンラート＝アデナウアー通り15番地の、家族と仕事の一体化プロジェクトの活動を行っている多世代交流館内にある。ラートハウス通りのロベルト＝コッホ実科学校内にある演劇ホール（約540席）ではコメディアンやアーティストが出演する演芸フェスティバル「Mimuse」の公演のほとんどが行われている。

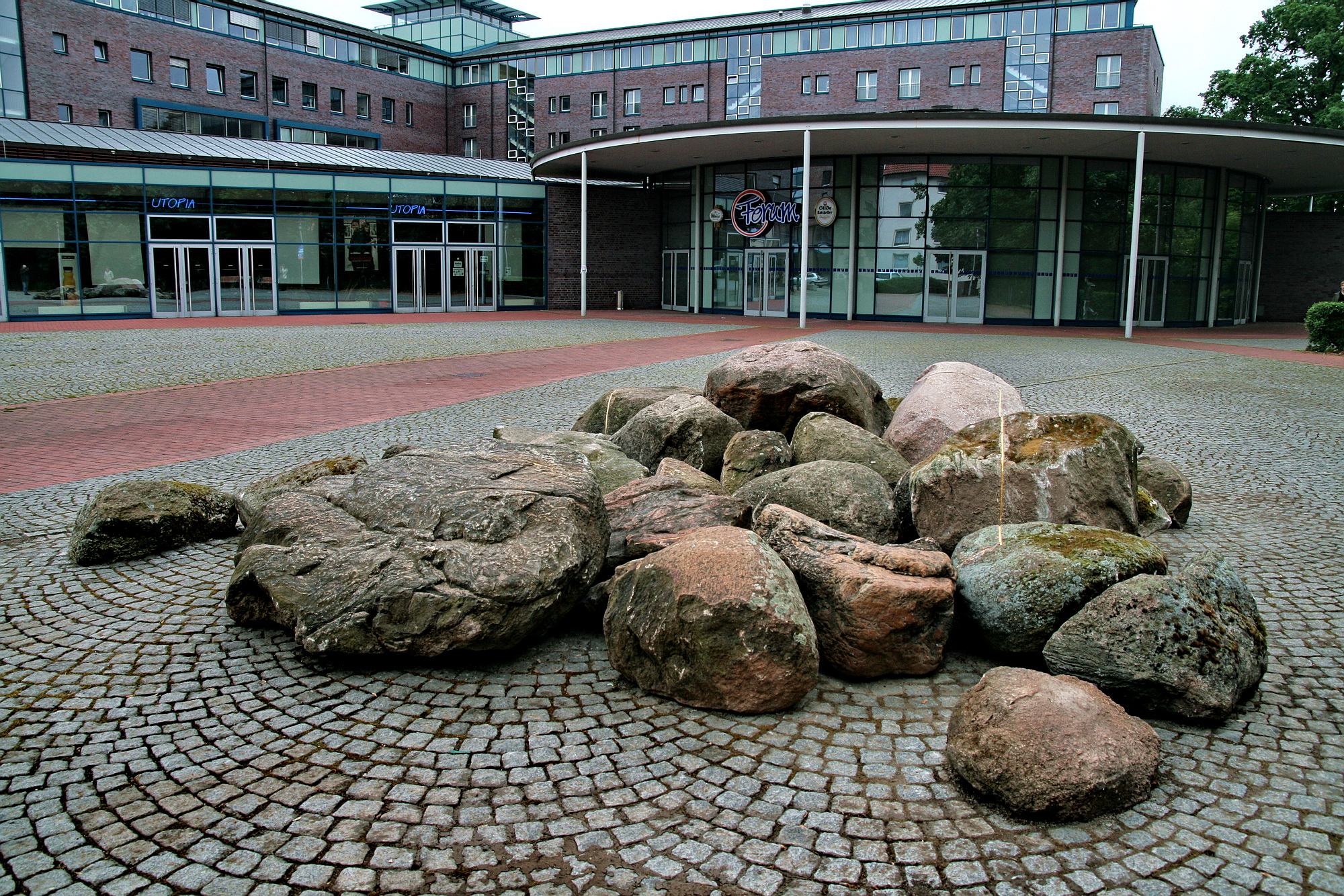
ウラ・ネントヴィヒ「Verortung」

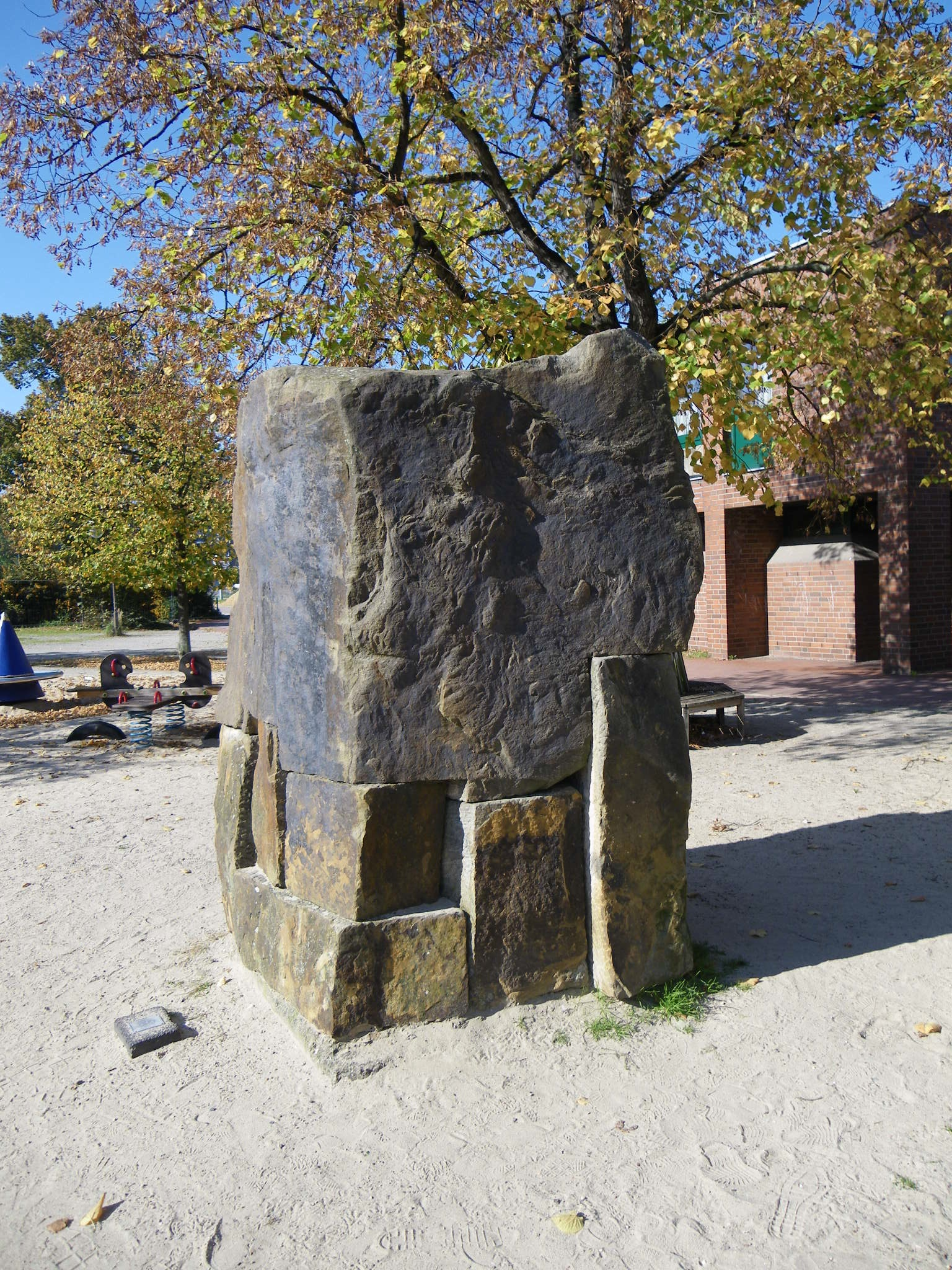
ラインハルト・ブクセル「Quader」

### 芸術
ランゲンハーゲンの公共スペースの芸術は、1980年代に行われた5回の彫刻家シンポジウムや、ハノーファー万博に関連して開催されたコンテスト 99 シュタンドルテによって発展した。芸術家たちの成果によってランゲンハーゲン市の都市景観には数多くの芸術作品があり、その中には国内外で知られたアーティストの作品もある。1986年から1990年にランゲンハーゲン彫刻公園が造られた。約20点の大型彫刻が設置されたこの公園はシュタットミッテのランゲンハーゲン市立公園内にある。この公園は当時ランゲンハーゲン市の芸術委員であったクリストフ・ルストによって発案され、形成された。マルクト広場にある、芸術家ウラ・ネントヴィヒの「Gebundene Steinfeld」は印象的である。市と地区を象徴する大きな石は2008年までの20年間鋼鉄製のロープで結ばれていた。ショッピングモール CCL の拡張のため、この巨石群はユートピア＝キーノ前の広場に移され、新しいタイトル「Verortung」に改名された。マルクト広場には、1987年の第2回彫刻家シンポジウムで制作されたラインハルト・ブクセルの「Quader」が現在も設置されている。
1992年から1997年まで5回開催された彫刻家シンポジウムでは、キュレーターのカイ・バウアーの主導下で「vor ort」のタイトルを掲げて毎年多くのパフォーマンスアーティストが参加した。このシリーズは1990年代の芸術的な発展の方向性を示し、ランゲンハーゲンは一時期注目の的となった。オノ・ヨーコが1994年にランゲンハーゲンのために創作したコンセプチュアル・アート・アクションは連邦全土の注目を集めた。「A celebration of human being」（直訳: 人類の祝典）のタイトルの下、裸の男性の尻のモノクロモチーフが市内の何百もの場所に掲げられた。
2000年には Expo 2000 の会場でランゲンハーゲン文化協会 e.V. が主催した彫刻展 99 が開催された。市内には、クリステル・レヒナーの「multikulturelle Frauengruppe」（直訳: 多文化女性群像）がヴァルスローダー通りの映画館前広場に遺されており、ランゲンハーゲン学校センター前にミヒャエル・ダイムルの「オベリスク」、ユートピア横にティル・ハウスマンの「Fußgängerskulptur」（直訳: 歩く人の像）、カルテンヴァイザー広場にジェイムス・ライネキングによる鉄鋼製の「Plinth III」とレン・ロングの「Augenhand」がある。
ランゲンハーゲンの最も有名な芸術家が彫刻家のヴォルフ・グロスナー（1946年 - 2016年）である。彼は1995年にスロヴァキアの姉妹都市ノヴォ・メストに鋼鉄製の作品を創ったこともある。彼の作品はドイツ全土の彫刻パークや彫刻家シンポジウムで見ることができる。芸術家ダグマー・シュミットは、2006年に制作した「グラーブングスシュテッテ」が建築芸術のための mfi-賞を（女性としては初めて）受賞した。
ランゲンハーゲンの作家クラウス＝ディーガー・ブルノッテは2000年に芸術家集団 KiL（Künstler in Langenhagen = ランゲンハーゲンの芸術家）を結成した。このグループには本市の芸術家が、様々なメンバーで文学や美術分野の愛書家版を刊行している。全国的に重要なのは、クレーエンヴィンケルにあるギャラリー・デペルマンで、国内外の芸術メッセに参加している。
現代芸術を奨励し、その伝道に寄与しているランゲンハーゲン芸術協会も地域を超えて知られている。

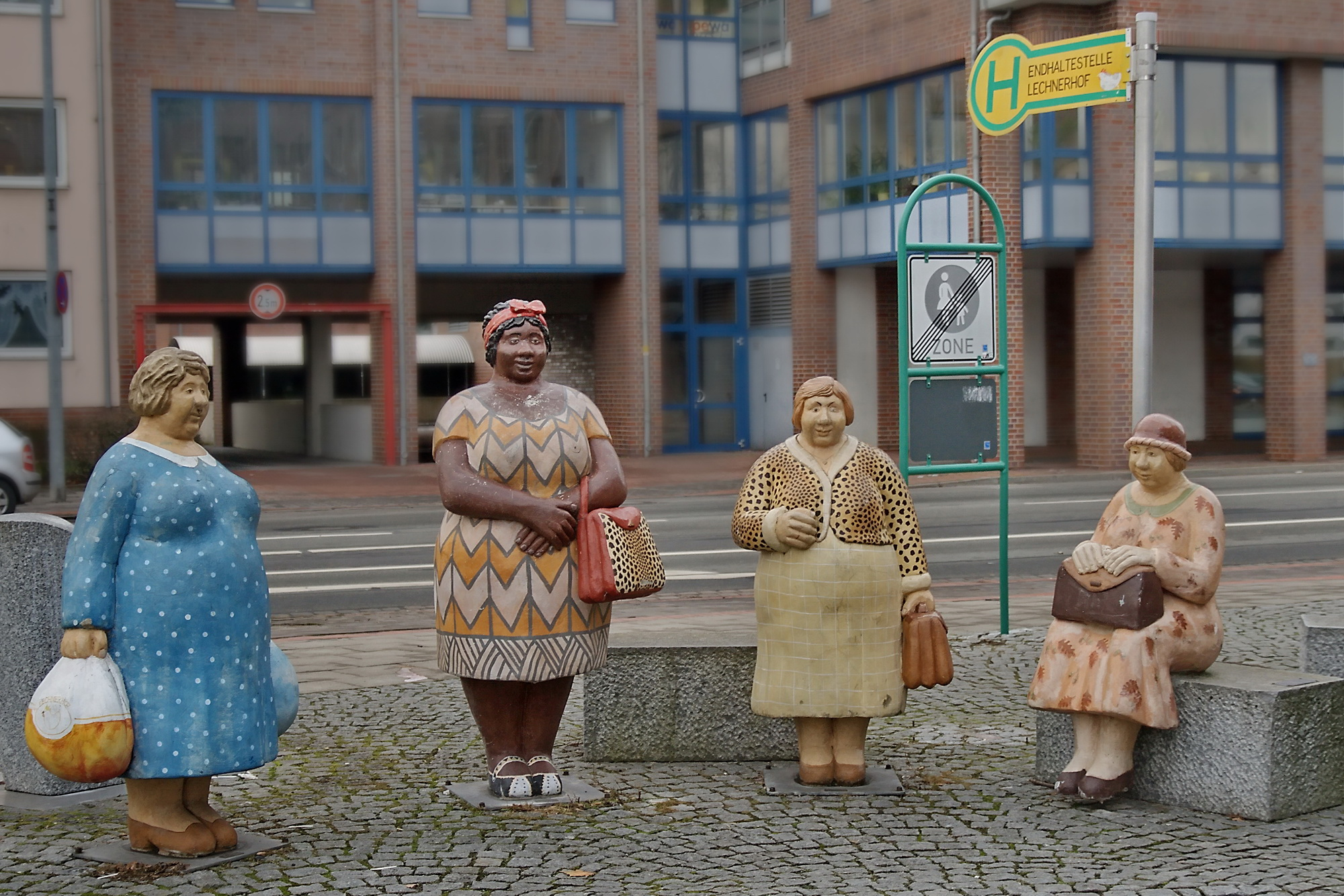
クリステル・レヒナー「Aufbruch, Ausbruch, Durchbruch」（直訳:「出発、逸脱、突破」）
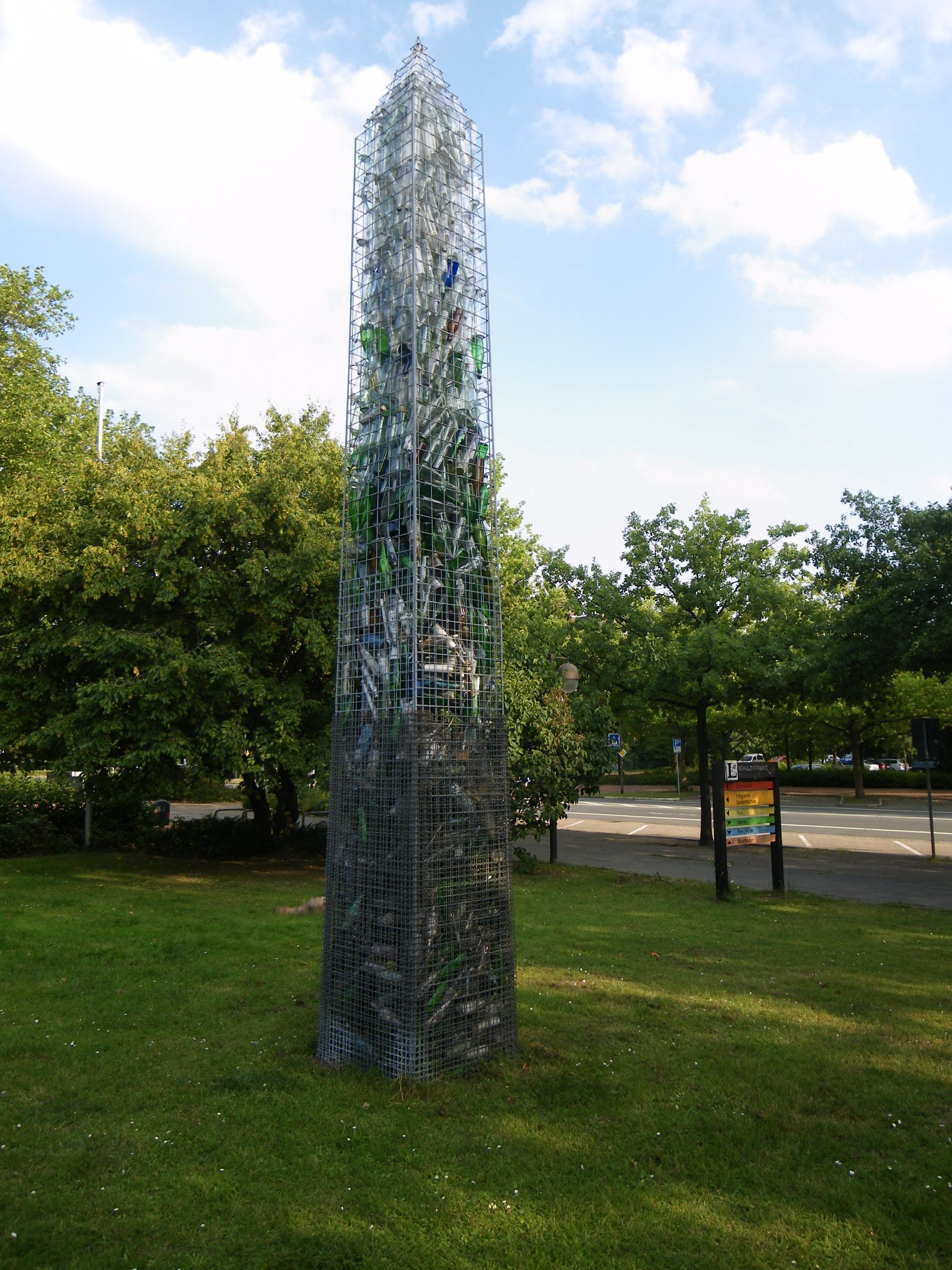
ミヒャエル・ダイムル「オベリスク」
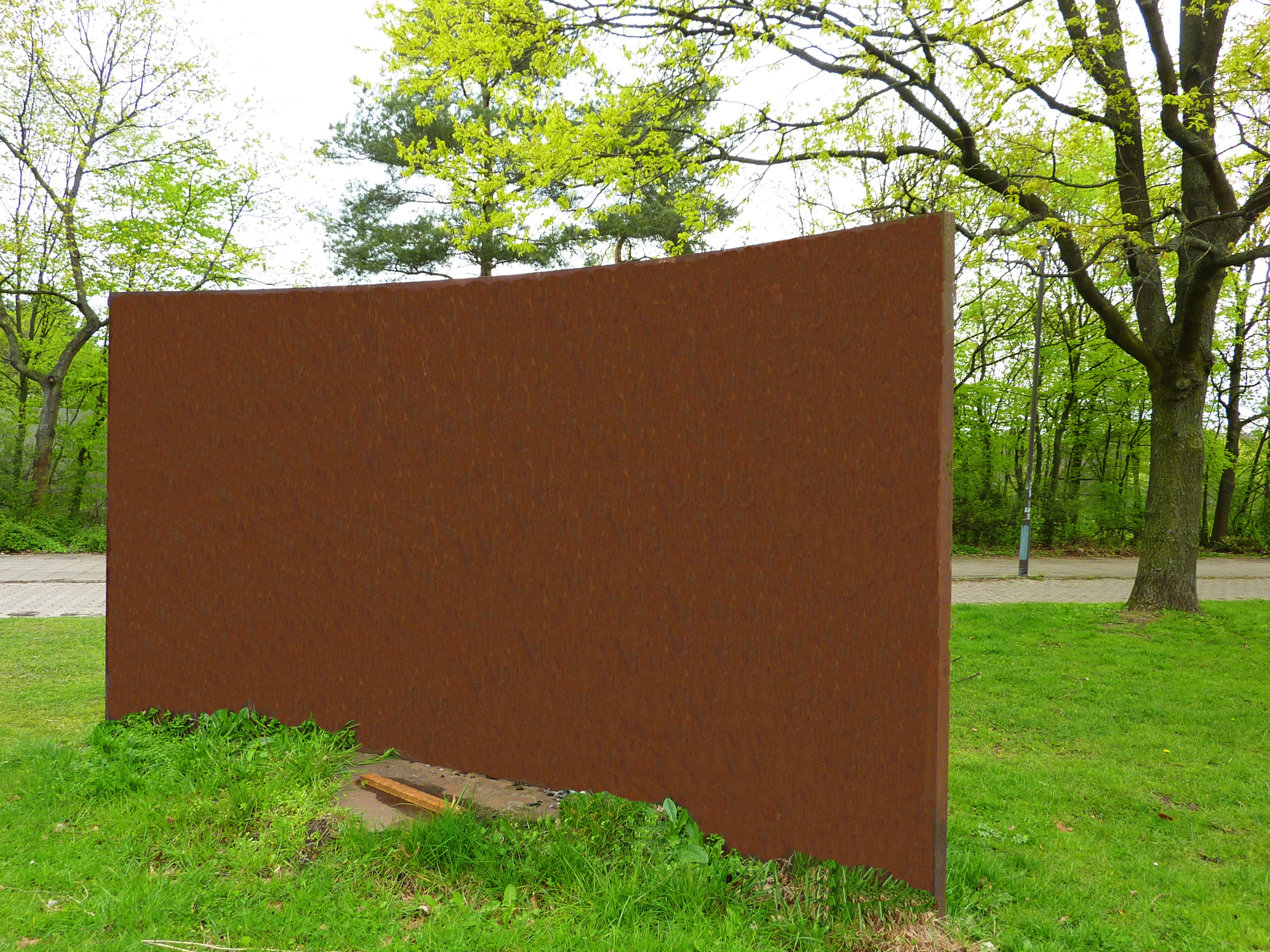
ジェイムス・ライネキング「Plinth III」
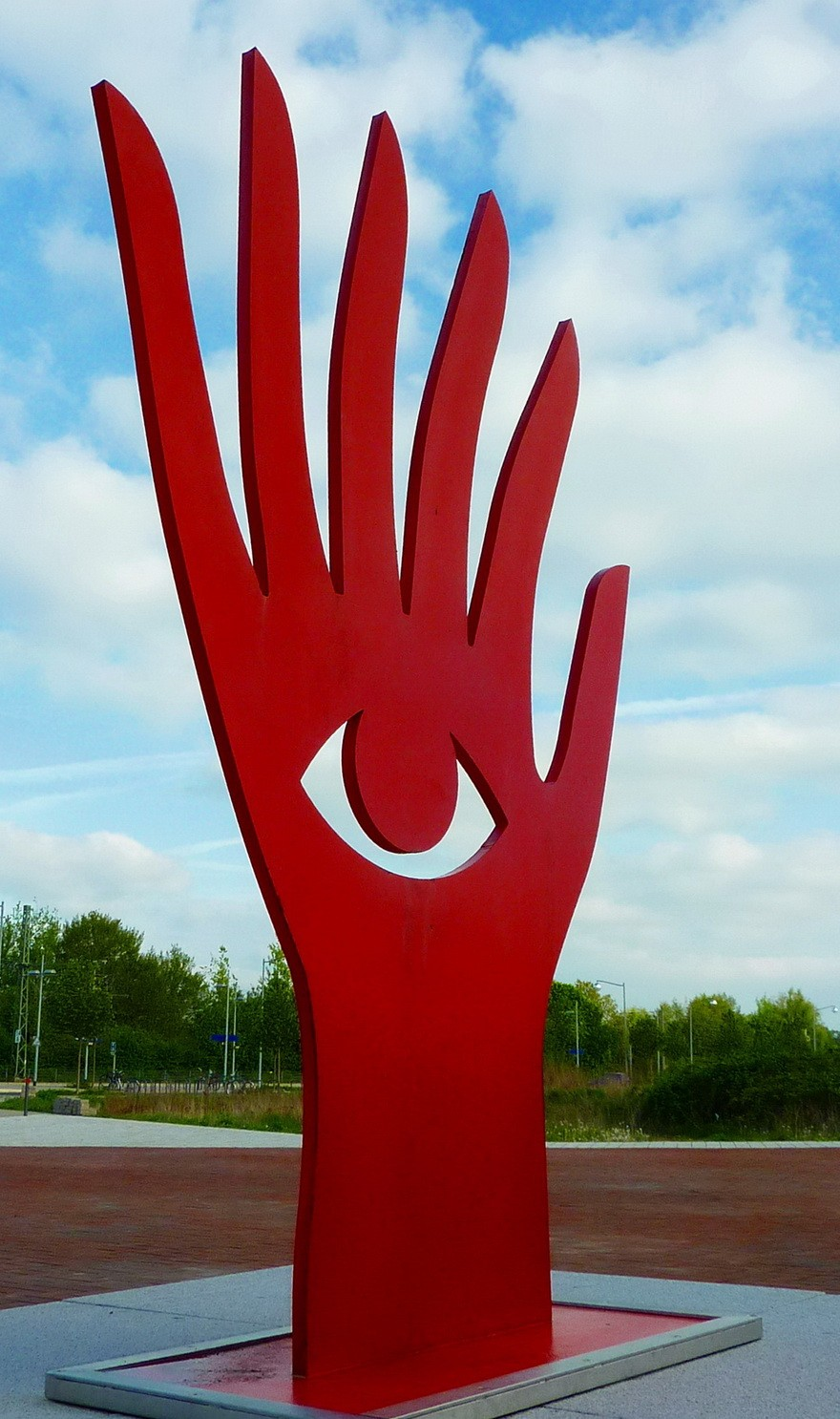
レン・ロング「アウゲンハント」

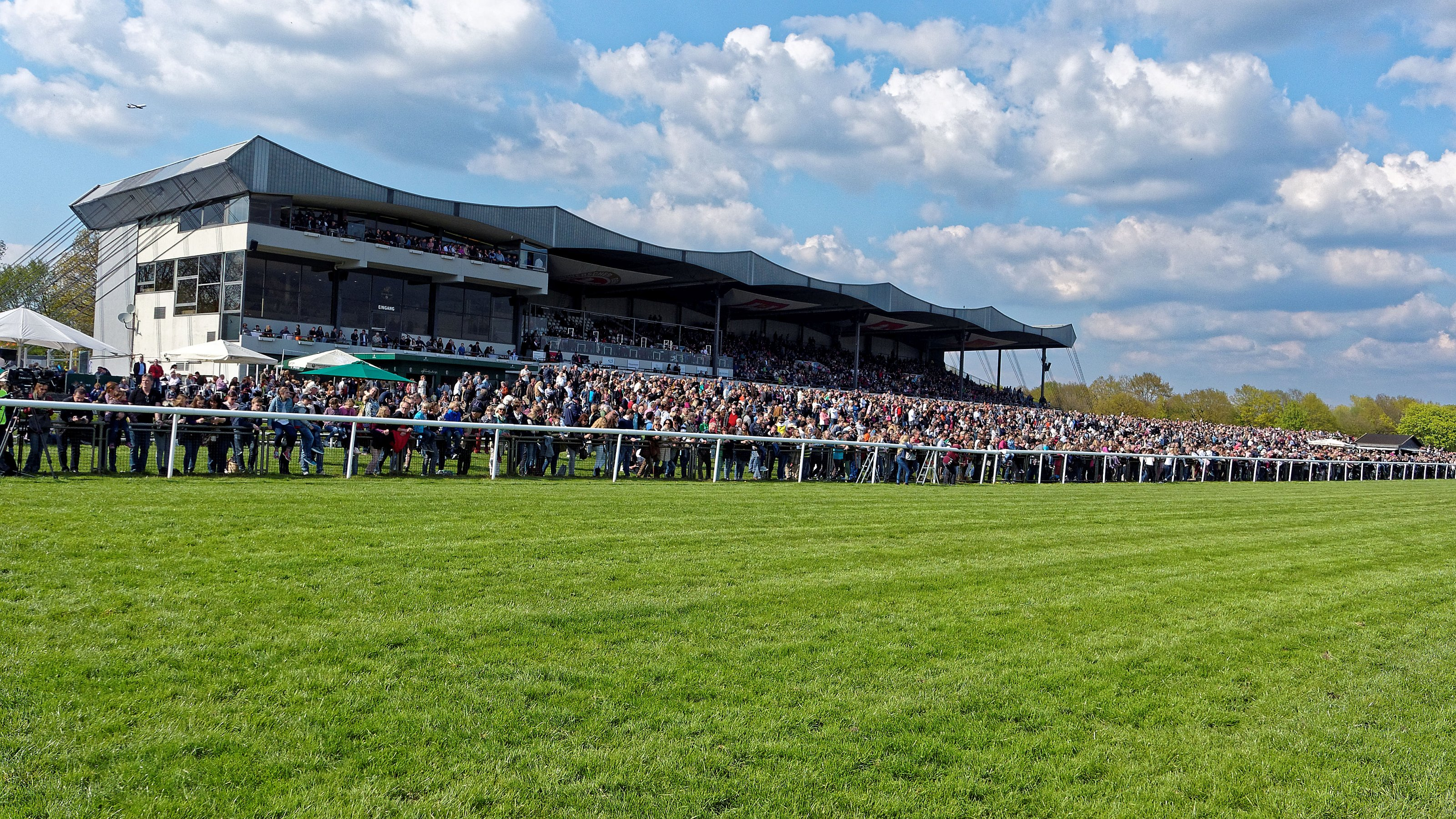
ノイエ・ブルト競馬場

### スポーツ
ランゲンハーゲンには、ノイエ・ブルト競馬場を本拠地とするハノーファー乗馬クラブがある。春から秋まで定期的に競馬が開催されている。本市はポロ競技の盛んな街である。マスペ地区にはニーダーザクセン・ポロ＝クラブがあり、毎年国際大会が開催されている。ツヴェンゲの総合馬術競技クラブは定期的に国際的な総合馬術競技大会を開催している。
ランゲンハーゲンにはドイツ語圏で3つある公式のテザーカー＝レースコースの1つがある。ここでは、たとえばドイツ選手権大会の開催など、定期的にレースが行われている。
スレッジ＝アイスホッケーのドイツ代表チームはランゲンハーゲナー・アイスシュターディオンで練習を行っており、ここで国際大会も行われる。アイス・ライオンズ・ランゲンハーゲンは、ドイツ・スレッジ＝アイスホッケー・リーガに参加している。2013年から2017年までハノーファー・スコーピオンズはランゲンハーゲナー・アイスシュポルトハレでホームゲームを行っていた。

### 年中行事
- 毎年の文化的ハイライトは、Mimuse 演芸・演劇フェスティバルである。
- 毎年7月に3日間、マルクト広場でシュタットフェスト（市祭）が開催される。
- 2年毎にマルクト広場で経済ショーが開催される。
- 8月にランゲンハーゲンはこの地域最大級の射撃祭が行われる。
- 利益共同体ヴァルスローダー・シュトラーセ・ウント・プフェルデマルクト (IWP) は年に3回、春、夏、秋にランゲンハーゲンの長いメインストリートで公開の祭を開催している。
- 利益共同体ヴァイハーフェルト＝カルテンヴァイデ (IWK) は毎年夏にカルテンヴァイデで大規模な市区祭を開催している。
- EU-プロジェクト PFERDEシュテルケン・ランゲンハーゲンが提唱するグルメと文化の自転車ツアー「FahrKulTour」は毎年5月と9月に開催される。
- 「Cultour & Co. e. V.」は、「umsonst & draußen」（直訳: 自由に、外で）のモットーの下、毎年7月と8月の日曜日11時から14時に市庁舎中庭で数十年前から開催されているジャズマチネーである[19]。
- EU-プロジェクト PFERDEシュテルケン・ランゲンハーゲンは2013年から毎年、北ドイツ最大の犯罪劇フェスティバル「KriminaLa」を開催している。このイベントでは参加者が1週間かけて事件解決を楽しむことができる。
- 自転車競技クラブのブラウ＝ゲルプ・ランゲンハーゲン・フォン 1927 e.V. は、ハノーファー＝ランゲンハーゲン空港の周りを走る HAJ フォルクスラートファーレンを開催している。2021年が第50回大会であった。

## 経済と社会資本

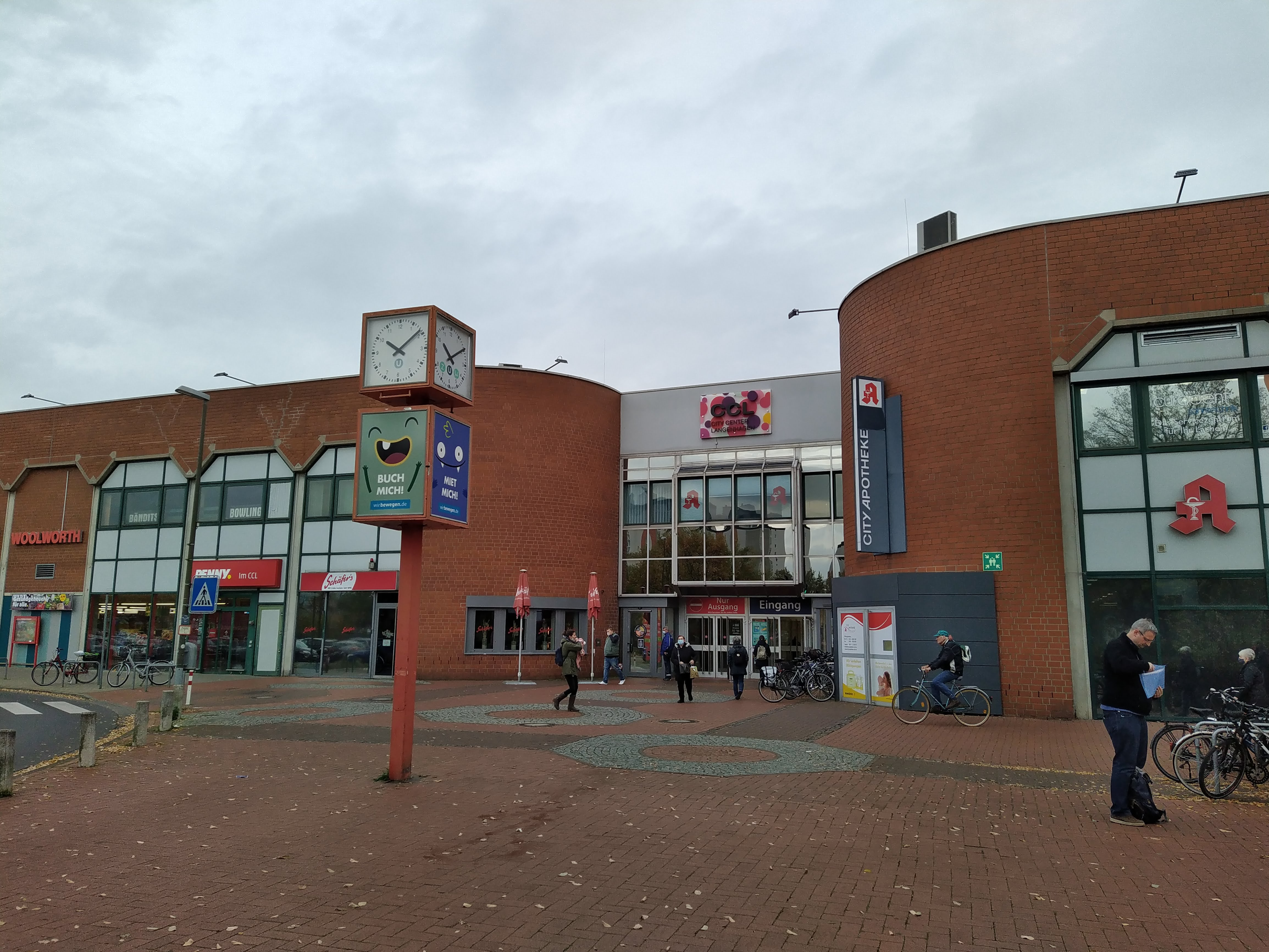
シティー・センター・ランゲンハーゲン

### 企業
現在の都市中心部は、東に市庁舎、市立図書館、シティー・センター・ランゲンハーゲン (CCL)、週の市（火曜日と土曜日の午前中）、小劇場「daunstärs」、警察署があり、ヴァルスローダー通り沿いに北に向かって音楽学校、芸術協会、福音主義エリーザベト教会、市民大学、銀行、サービス業者や小売店がある。こうしたレイアウトは1970年代末になって成立したもので、1982年にショッピングセンター「シティー・センター・ランゲンハーゲン」がオープンし、1990年にグルメの「ランゲンハーゲンのお腹」と呼ばれるオイローパ＝マルクトハレが加わった。2012年3月のCCLの拡張によってこのショッピングセンターの売り場面積は3万m2近くになった。

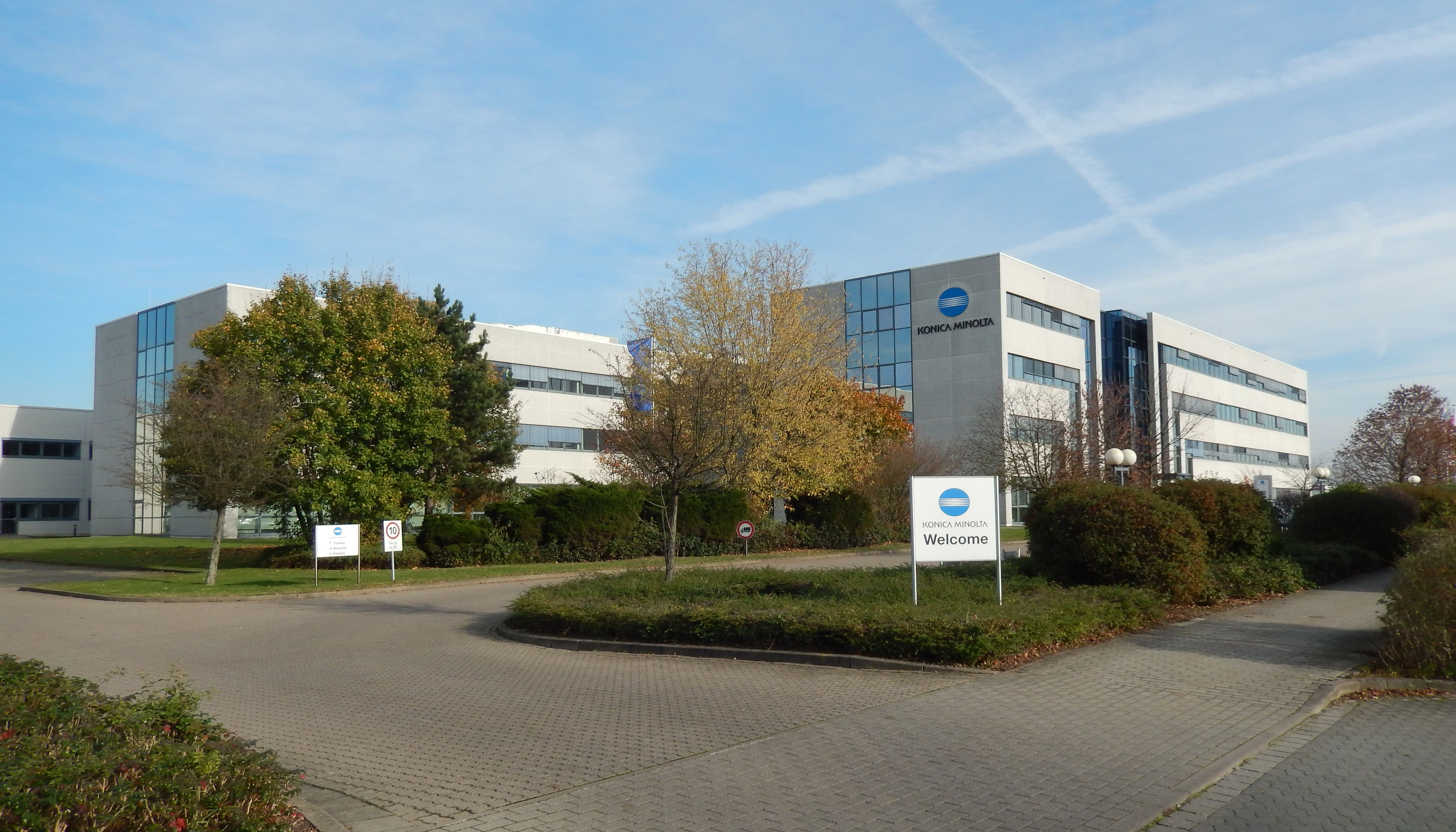
コニカ・ミノルタ・ランゲンハーゲン

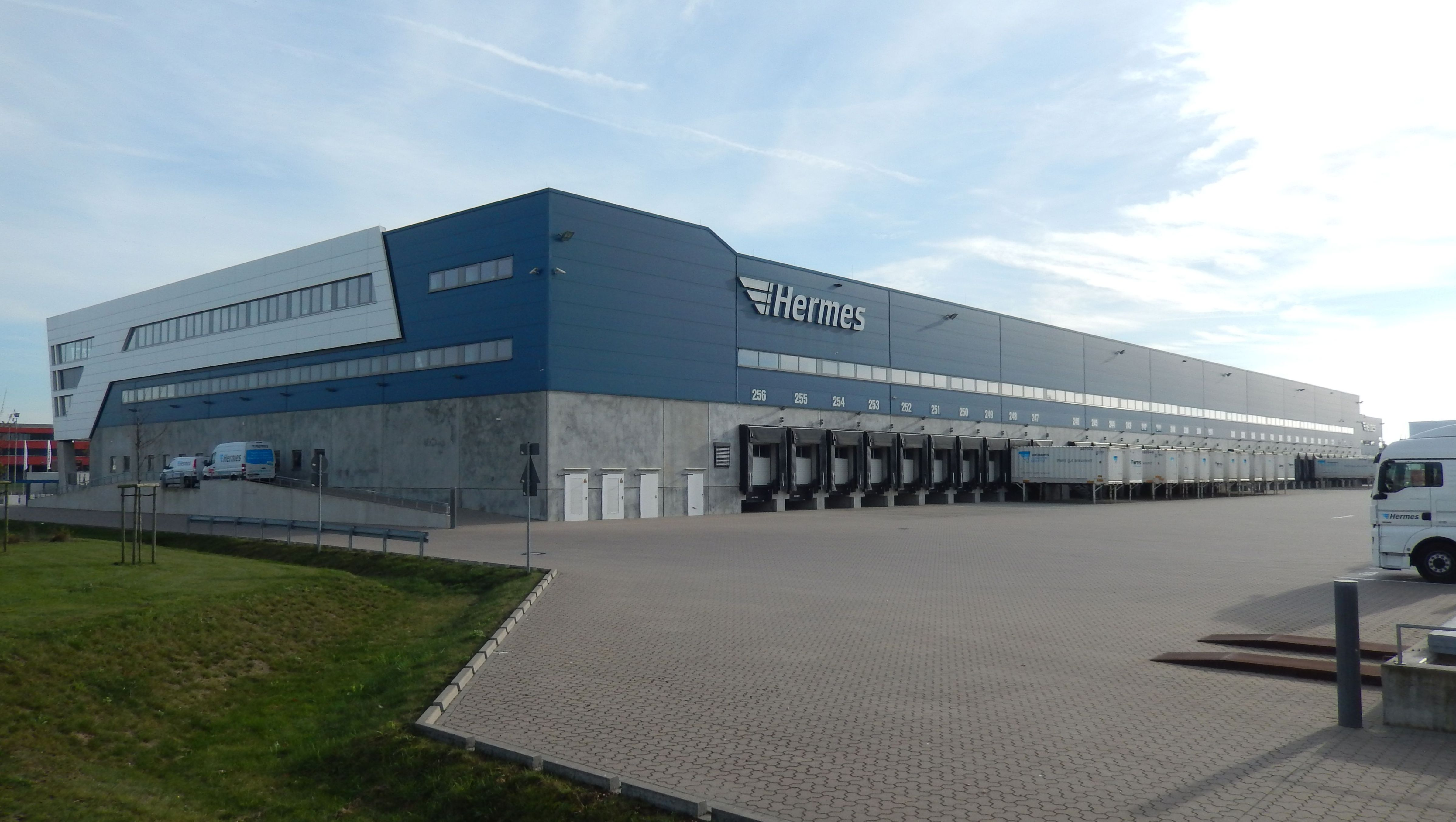
ヘルメス・ノルト＝ハブ

ハノーファー＝ランゲンハーゲン空港の周辺には、ゲオディス・ドイチュラント、シェンカー・ドイチュラント AG、バールゼン、レームツマ・タバコ工場、ダハザー・ロジスティック、コニカミノルタ、エキスパート SE、MTUメインテナンス・ハノーファーといった商工業企業が立地する大きな産業地区が4つある。MTUメインテナンスは、民間の飛行機エンジン整備に関して、世界のリーディングカンパニーである。ヘルメス・ヨーロッパはランゲンハーゲンに新しい配送センターを建設した。定礎式は2010年に行われた。この新しいハブは、北ドイツ地域で輸送されるヘルメスのすべての貨物を積み替える拠点として機能する。2010年にニュルンベルクメッセは、1950年からランゲンハーゲンにあるメッセ会場設営会社ホルトマン・メッセ・ウント・イヴェントの株式の 50 % を取得した。この他に、400以上の国際的に活動するブランドの代理店および取引業者を持つ「Brandboxx」（旧「モード・セントルム」）も空港敷地の南にある。国際的な企業の営業代理店やドイツ支社の密度が特徴的である。
1982年8月17日にポリグラム（後のユニバーサル、現在のEDC）は、世界で初めてランゲンハーゲンでCD製造を開始した。1996年にはDVDの製造も始めた。しかし2017年にこの工場は閉鎖された。
1996年から2010年まで採石場労働組合はランゲンハーゲンに本部を置いていた。この組合は2010年1月1日までに他の労働組合と融合し、原料および化学工業労働組合となった。
ティッセンクルップ・クラウゼ GmbH の子会社であるティッセンクルップ EGM はこの街に本社を置いている。この会社は、特に測定機器や検査機器といった特殊機械製造を主に行う会社である。
市域の東端に、111床の救急病院パラケルスス＝クリニーク・アム・ジルバーゼーがある。ここでは年間約9,000人が治療を受けている。特に注力している医療分野は人工関節分野である。出産ステーションは2013年6月30日に閉鎖された。
「経済クラブ」は、1996年にランゲンハーゲンで、ランゲンハーゲン経済クラブとして設立された。設立代表者はクラウス・ホルトマン（1996年 - 2005年、2009年 - 2013年）、次代の代表をオラフ・クラウゼ（2005年 - 2009年）が務めた。2013年3月現在の代表者はウーヴェ・ハスターである。経済クラブから始まった Wir helfen! 基金（直訳: 我らが助ける！基金）は、2006年以降は経済・住民基金として社会・文化プロジェクトを支援し、Wir Hilfen! e.V.（1997年設立）の活動を継続している。この機関は2015年にランゲンハーゲン住民基金に改名した。設立以来クラウス・ホルトマンが代表として活動している。その後数年のうちに3つの下部機関と1つの特別ファンド（ゾーニャ＝フォアヴェルク＝ゲルト基金、シュテルネンキンダー基金、レーヴェン基金、ユーゲント・インタクト特別ファンド）が設けられた。
クレーエンヴィンケル地区には、ハノーファーとその周辺の動物保護協会の協会本部と保護施設「動物の家」がある。

### 交通

#### 航空
ランゲンハーゲンには1952年に開港したハノーファー＝ランゲンハーゲン空港があり、本市の極めて有力な経済因子となっている。この空港は地下駅でハノーファーS-バーンと結ばれている。S-バーンは、ハノーファー＝メッセやその他の国際的な先進的メッセ（たとえば、ドモテクス、バイオテクニカ、ユーロBLECHなど）の来場者をハノーファー・メッセ会場へ輸送するのに利用されている。空港前の体験エリア「航空の世界」は、地元の航空パイオニアであるカール・ヤトーがライト兄弟の飛行よりも先に飛行したことを示すために「ヤトー飛行機」のレプリカを展示している。この飛行はこれまで証明されていなかった。

#### 自動車広域交通
連邦アウトバーン A2号線がランゲンハーゲンのすぐ南側を通っている。ランゲンハーゲン中央およびランゲンハーゲン東インターチェンジでアクセス可能である。A352号線は、ハノーファー西ジャンクションからカルテンヴァイデにある市域の北部までランゲンハーゲンを通っており、ハノーファー空港、ランゲンハーゲン＝エンゲルボステル、ランゲンハーゲン＝カルテンヴァイデの各インターチェンジが利用できる。連邦道 B522号線は、ベルリナー広場前のA2号線からランゲンハーゲンを通ってハノーファー＝ランゲンハーゲン空港につながっている。

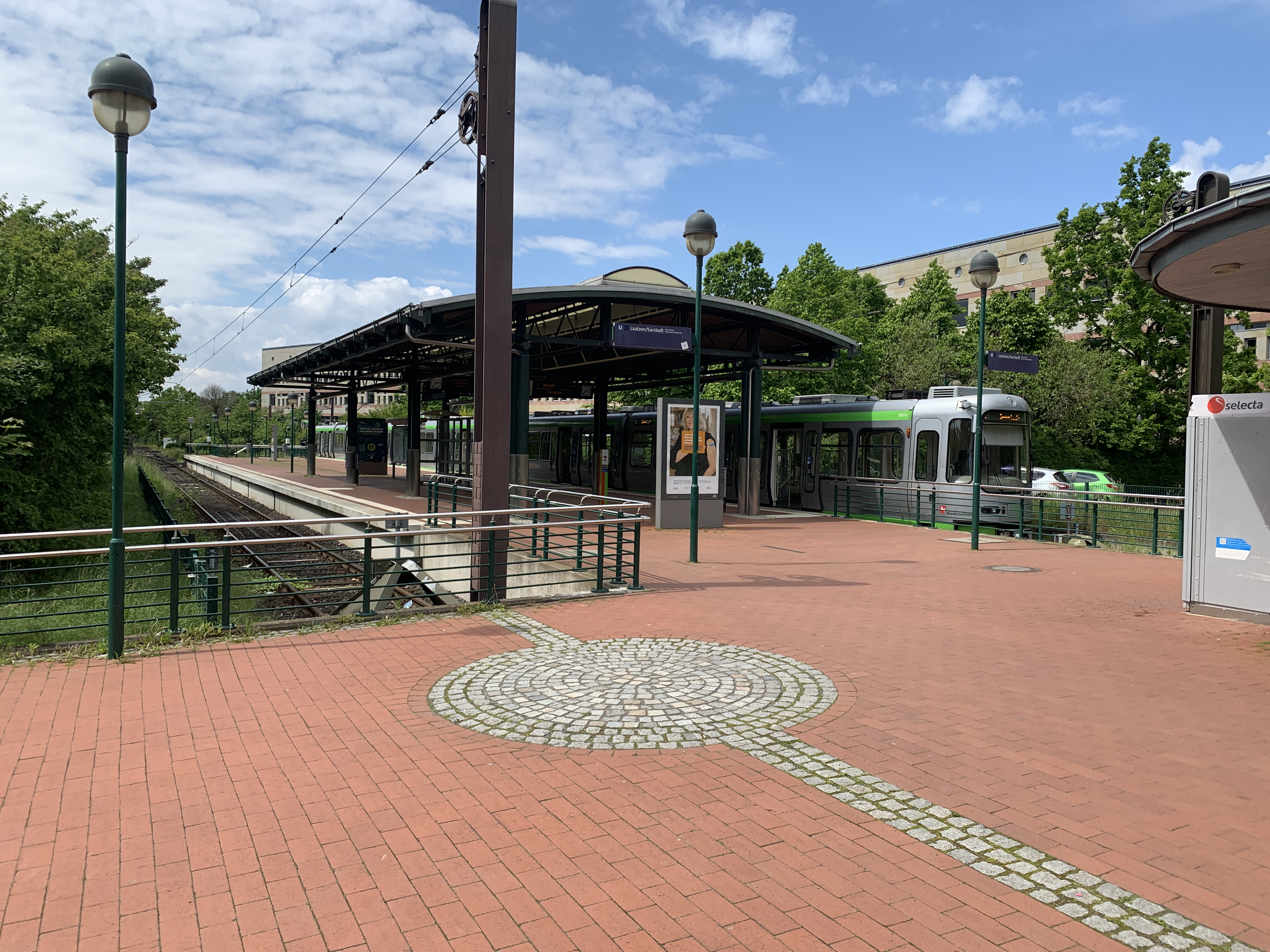
ハノーファー・シュタットバーン1号線の起点であるランゲンハーゲン駅

#### 公共交通機関
ランゲンハーゲンは、ハノーファーS-バーンおよびハノーファー・シュタットバーンの沿線に位置している。早くも1900年から1937年まで路面電車の19号線と29号線がハノーファーからランゲンハーゲンに運行しており、アウトバーンの北側は1937年にハノーファー・トロリーバスに置き換えられた。1958年からランゲンハーゲンの公共近郊交通はディーゼルバスとなった。ハノーファーからの路面電車は約50年間ベルリナー広場を終点としていた。1980年代末、シュタットバーンとして運行されるようになった路面電車は、ランゲンフォルター広場まで運行するようになり、そこから東の新しいランゲンハーゲンの都市中心部まで延伸された。
| 路線番号 | 行程 | 運行間隔 |
| -------- | --- | --- |
| 1        | ランゲンハーゲン - ベルリナー・プラッツ - ニーダーザクセンリング - ハウプトバーンホーフ（ハノーファー U-バーン中央駅） - クレプケ - エギディエントーアプラッツ - パイナー・シュトラーセ - ラーツェン/アイヒシュトラーセ (バーンホーフ) （S-バーン駅）- ラーツェン/ツェントルム - ラーツェン - レーテン/ノルト - グライディンゲン - ザールシュテット | 10分（ランゲンハーゲン - ラーツェン間、平日） 15分（ランゲンハーゲン - ラーツェン間、日祝日） 20分（ラーツェン - ザールシュテット、平日） 30分（ラーツェン - ザールシュテット、日祝日） |

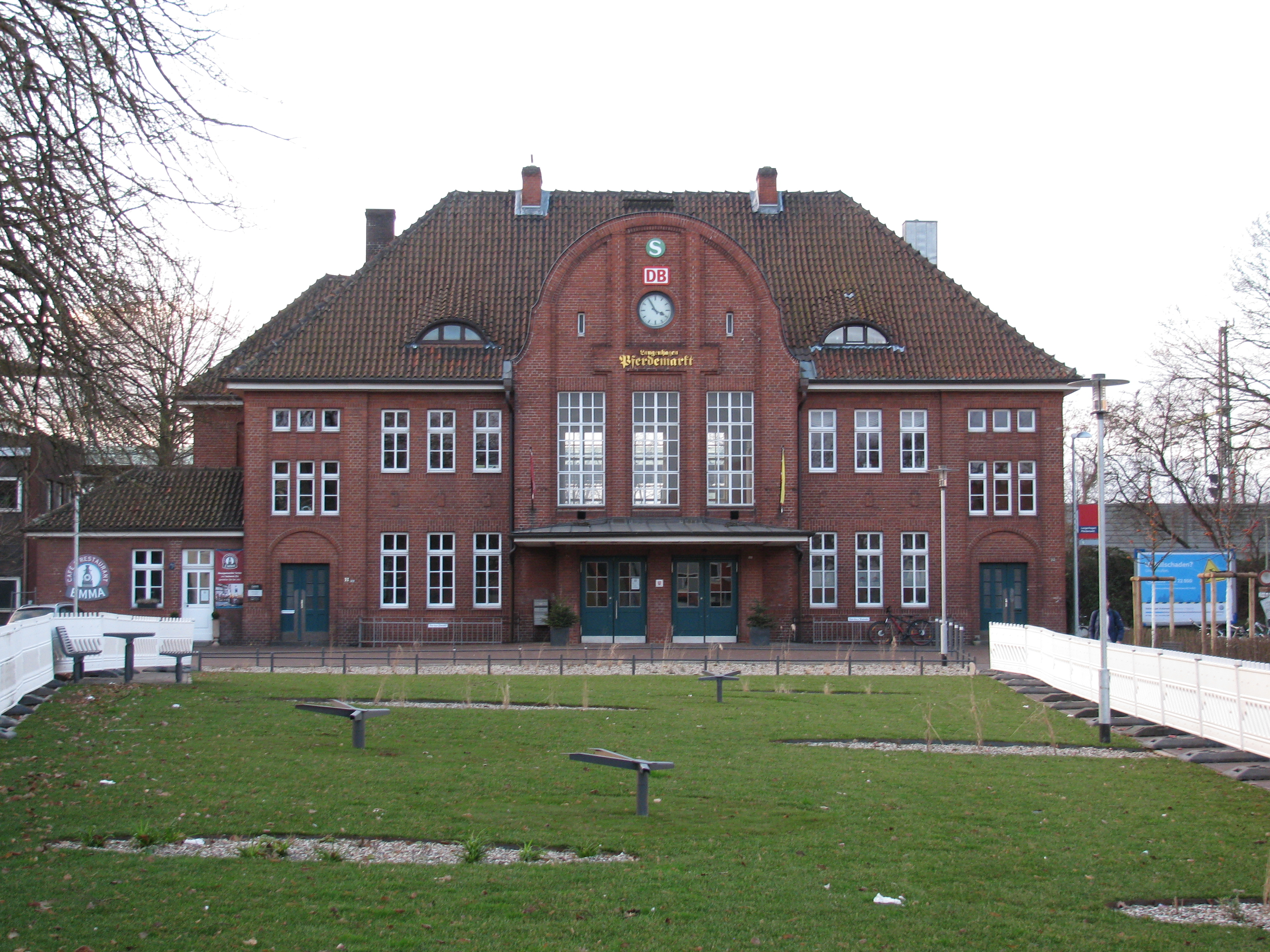
ランゲンハーゲン＝プフェルデマルクト駅

ランゲンハーゲンの中核市区西部にランゲンハーゲン＝ミッテ駅がある。この駅は、ハノーファー - ツェレ線およびハノーファー - ブレーマーフェルデ線の駅で、ドイツ鉄道（ハンブルク - ハノーファー間の ICE や IC 列車を含む）、S-バーン、メトロノーム鉄道および（2011年12月からは）定期的に運行するハイデバーンの列車がこの路線を利用している。S-バーンはこの他にランゲンハーゲン＝プフェルデマルクト駅（S4、S5号線）、ハノーファー＝フルークハーフェン駅（ハノーファー空港駅、S5号線）、ハノーファー＝カルテンヴァイデ駅（S4号線）に停車する。内市街の開発はさらに、一部は近隣市町村にまで運行するバス路線によっても進められている。

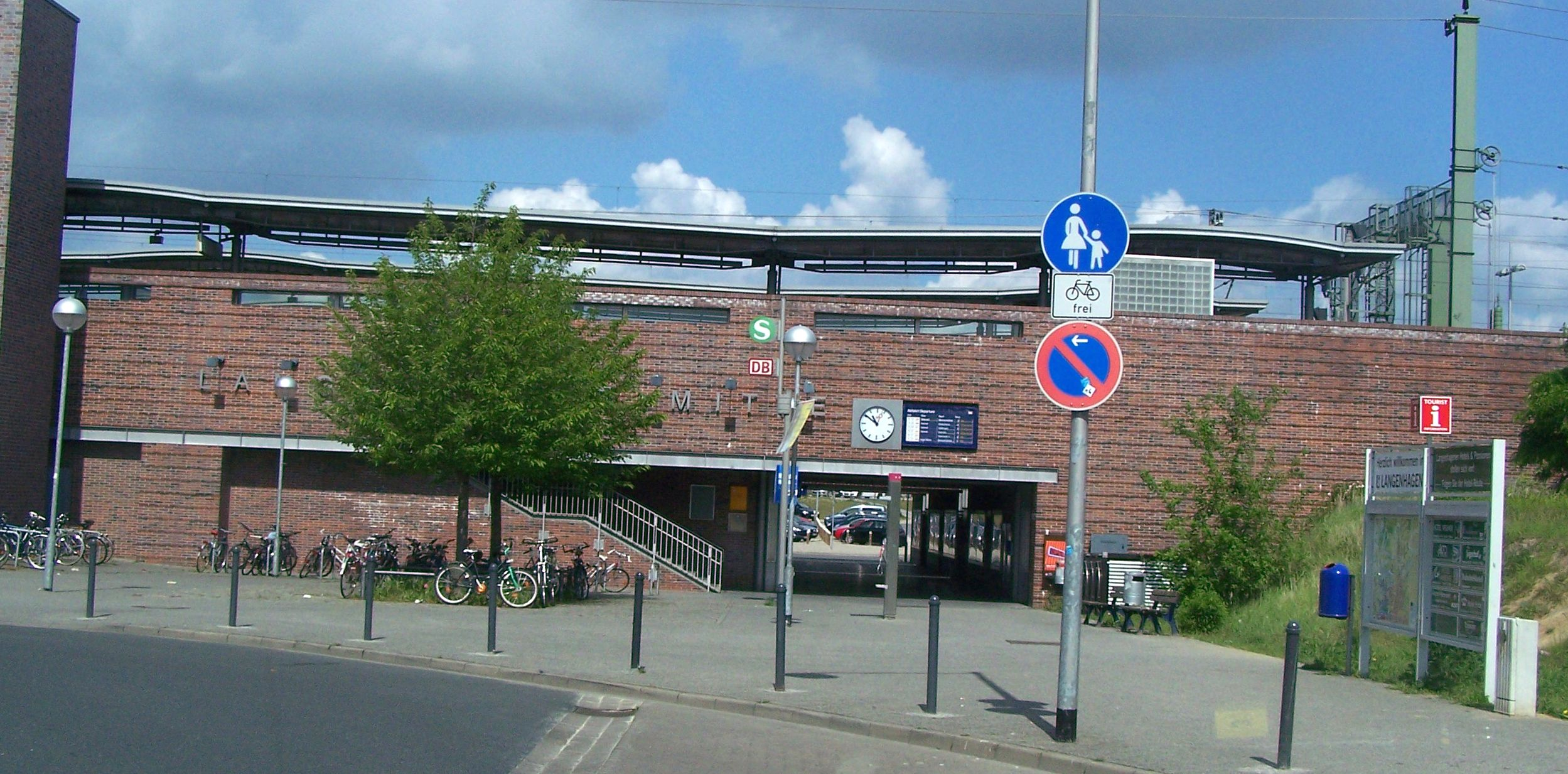
ランゲンハーゲン＝ミッテ駅
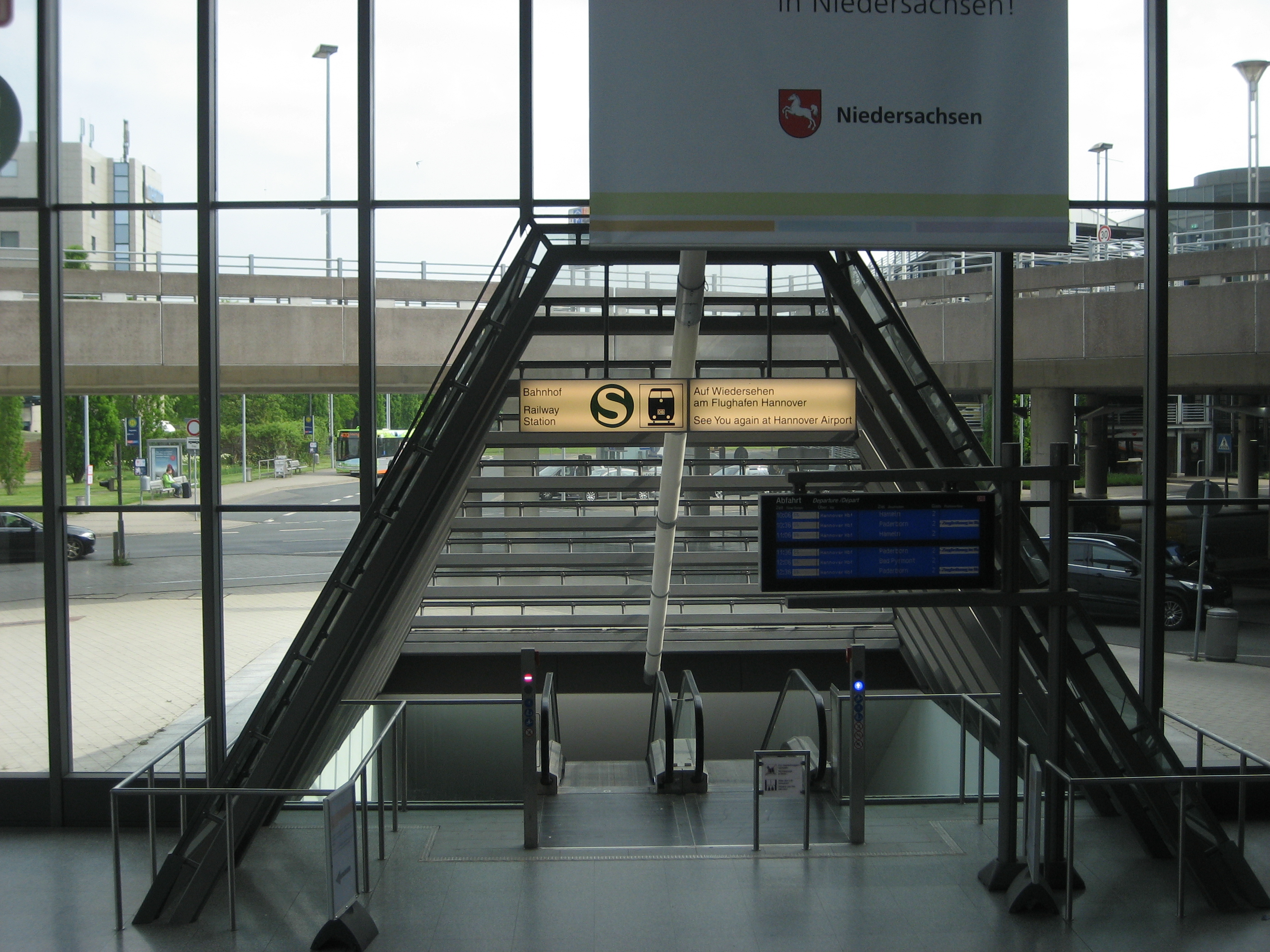
ハノーファー空港のSバーン駅（フルークハーフェン駅）
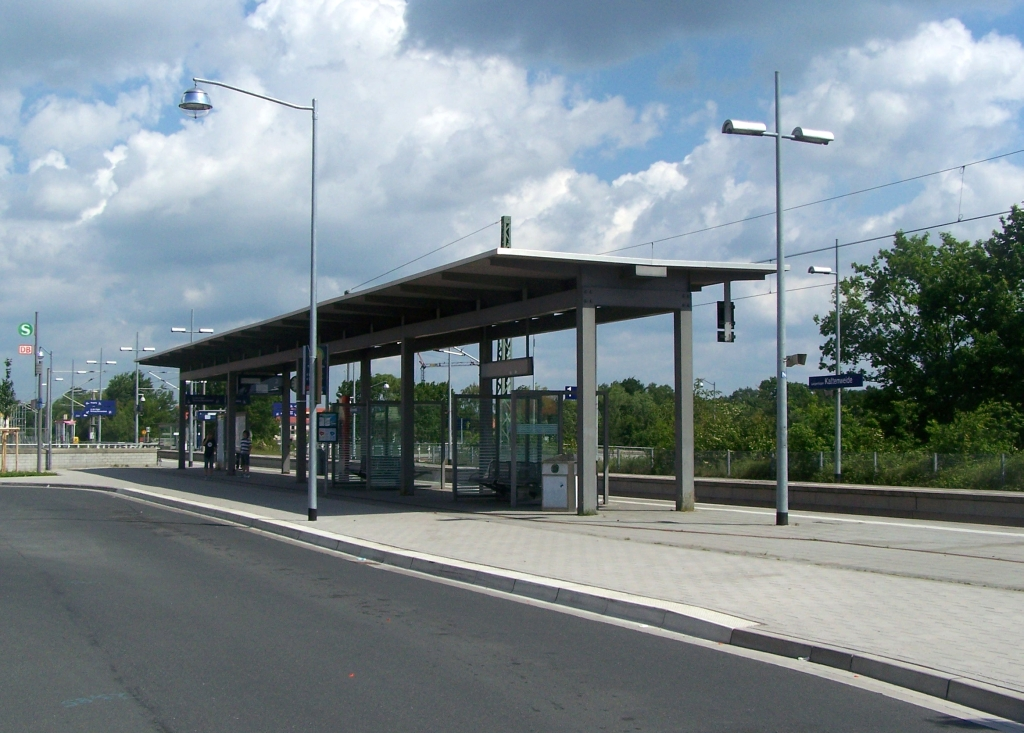
ランゲンハーゲン＝カルテンヴァイデ駅
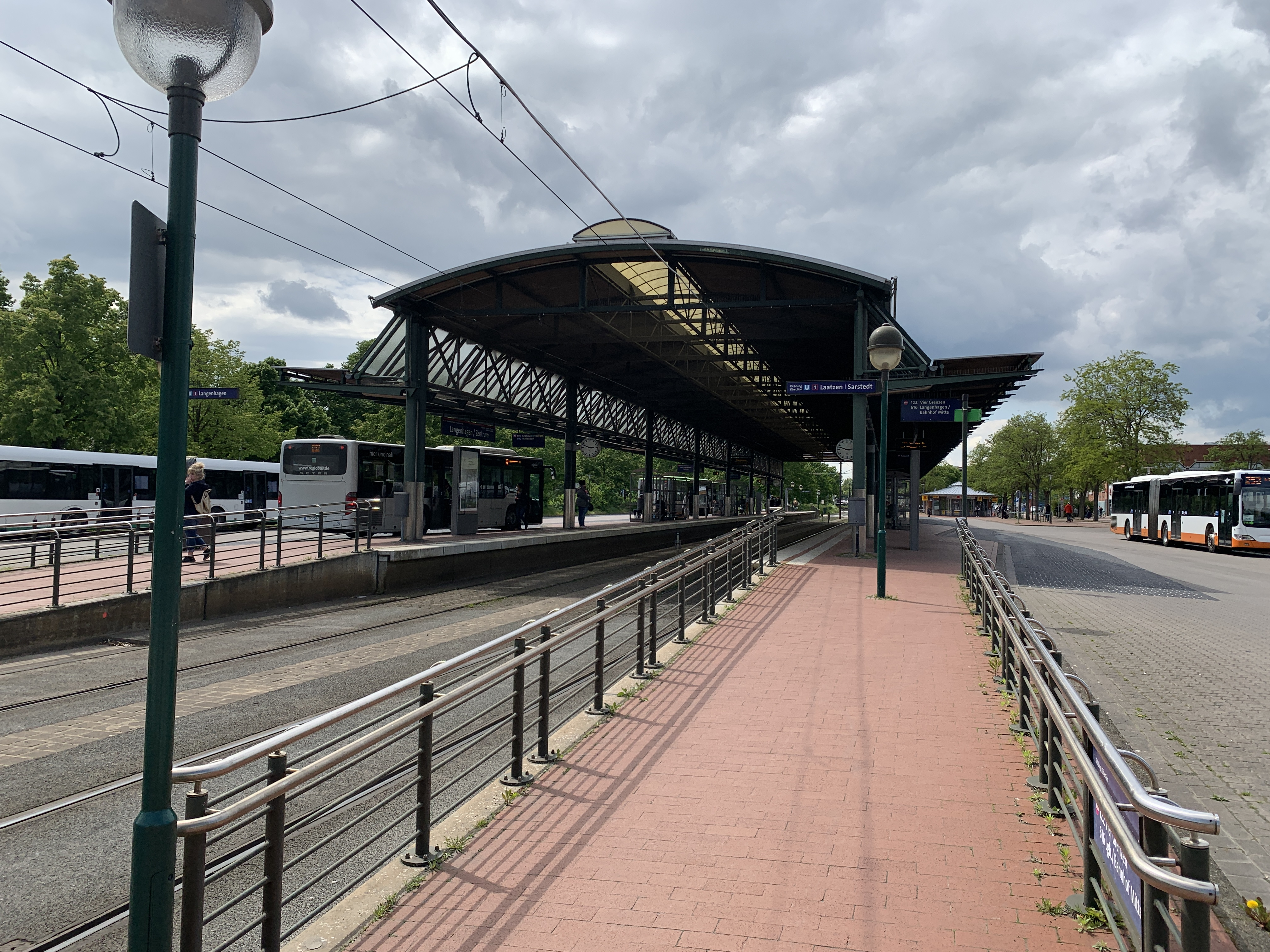
シュタットバーンのランゲンハーゲン＝ツェントルム駅とそれに隣接するバスターミナル

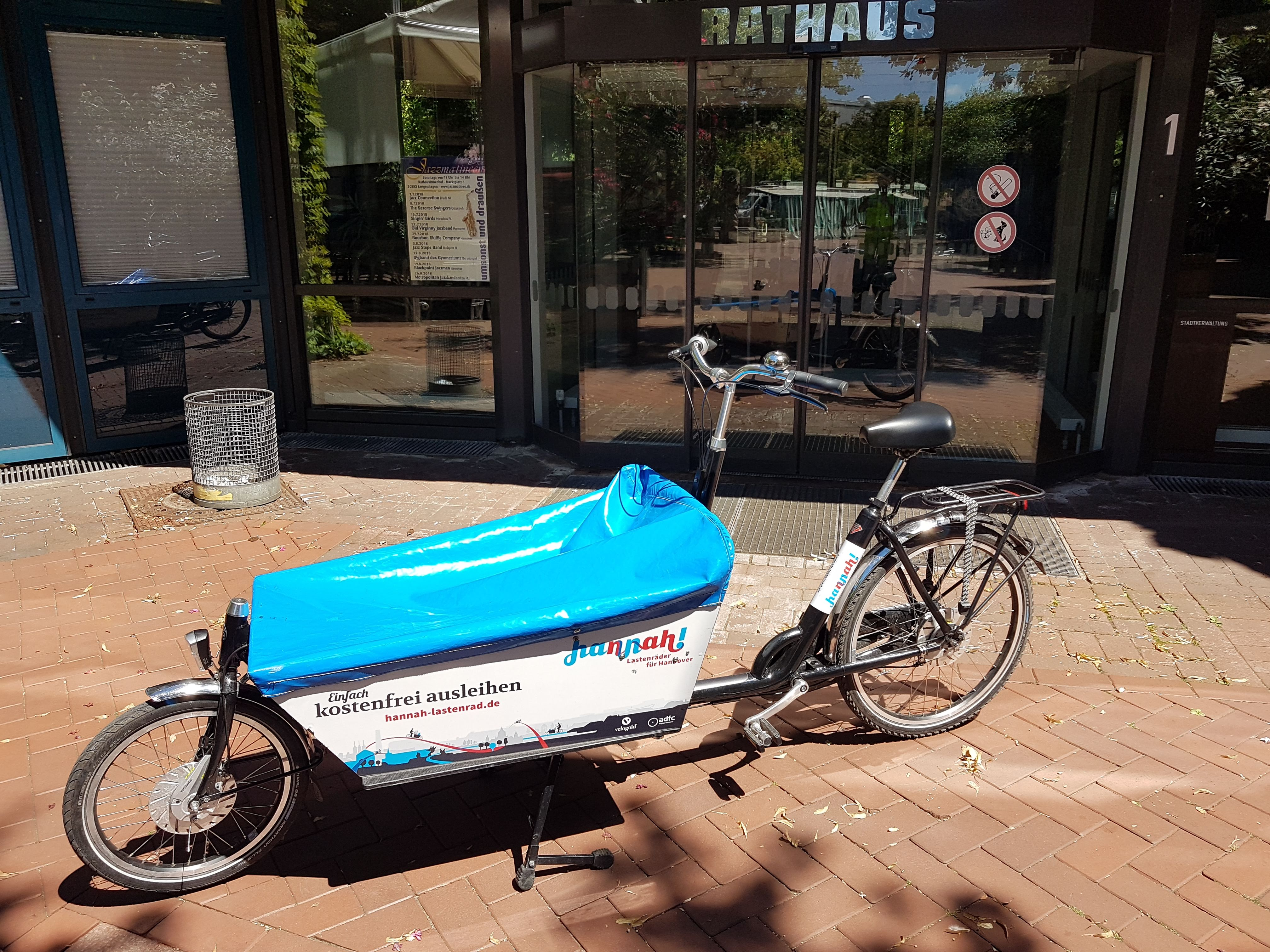
ランゲンハーゲン市庁舎前の荷物運搬用レンタサイクル

#### 自転車交通
交通量のうち自転車の占める割合は、中核市区内で 15 %、中核市区と5つの地区との間では 5 - 10 % である。ランゲンハーゲンには長さ 2.3 km の自転車道がある。しかしこれは様々な種類の原動機付き車両にも開放されており、サイクリストにとってのメリットは極めて限定的である。B+R-施設（バイク・アンド・ライド）は、開放区域に120台分、閉鎖区域に60台分の自転車駐輪場があり、2022年に第2駐輪場が完成予定である。荷物運搬用の自転車は市庁舎前やヴィーゼナウ集会所前で借りることができる。
2021年の自転車が関係する交通事故数は、60件（人口10万人あたり109.72件）で、このうち重症事故が7件（人口10万人あたり12.80件）あった。自転車クラブ ADFC e.V. の自転車環境テスト2020でランゲンハーゲンは、総合評価3.7点で、同規模（人口5万人から10万人）の110自治体の中で20位に相当した。自転車クラブ ADFC ハノーファー地区 e.V. のランゲンハーゲン地域グループは、ランゲンハーゲンのサイクリストの利益代表として活動している。

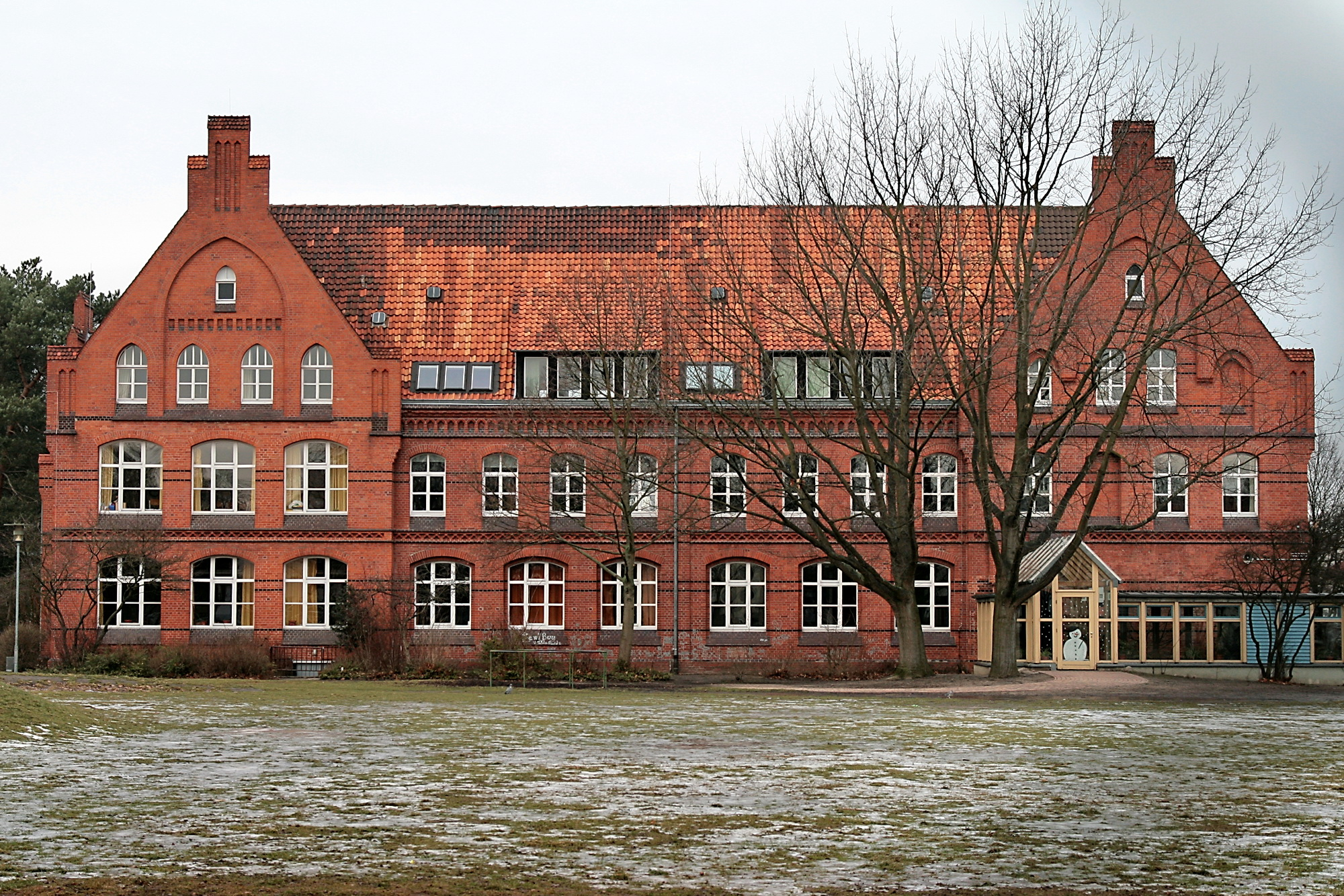
ヘルマン＝レンス＝シューレ（基礎課程学校）

### 教育施設
中核市区には、公共の基礎課程学校が4校あり、その他の地区にはシューレンブルクを除いて各地区に1校ずつ基礎課程学校がある。ゼクンダーシュトゥーフェ II（中級の教育課程）は、かつての本課程学校と実科学校からなる統合型総合学校、ロベルト＝コッホ実科学校、学習障害に重点を置いた養護学校のペスタロッツィシューレ、言語障害に重点を置いた養護学校グッツマンシューレがある。市庁舎の向かい側にある学校センターには、ギムナジウム・ランゲンハーゲンと統合型総合学校が含まれる。統合型総合学校ランゲンハーゲンは、2010年のドイツ学校賞で Top 20校に選ばれた。モンテッソーリ＝シューレ・ランゲンハーゲンは、私立の全日制基礎課程学校であったが、2018年10月に閉校した。
ランゲンハーゲン音楽学校は1978年に創設され、子供や青年に、個別レッスンやグループレッスンによる音楽教育プログラムを実践している。ニーダーザクセン煙突掃除夫学校は、将来の煙突掃除人の育成、さらなる技術研鑽、マイスター試験を行っている。
ランゲンハーゲン市民大学は、成人および青年教育における自治体の継続教育を担っている。市民大学は基礎知識や追加の資格（外国語や職業専門知識）の習得から、文学、芸術、公共の学校との教育パートナーシップ特別活動まで、定期的なプログラムを提供している。
メディアおよびイベント技術連合 e.V. の教育機関であるドイツ・イベント・アカデミーもランゲンハーゲンに本部を置いている。ここでは「イベント技術の公認マイスター」などのIHK-およびVBG-認定学習コースの他に、メディア、メッセ、イベント技術のセミナーも開催されている。
ランゲンハーゲン市立図書館は、コンラート＝アデナウアー通り6番地のシュタットハウス内にある。ここには、書籍の他にDVDs、CDs、CD-ROMs、オーディオブック、コミックス、地図、雑誌、ゲームソフト（Wii、PS4、XBOX One）、ボードゲーム、1万点の子供向けメディア（本、実用書、粘土の人形、CDs、DVDs、CD-ROMs、雑誌）を含めて71,000件のメディアが収蔵されている。2009年5月からは、インターネットサービス・オンライン＝ニーダーザクセン（旧 NBib24）を介して、e-ブック、e-オーディオ、e-ペーパーといったデジタル・メディアをダウンロードできるようになった。市立図書館は読書奨励プロジェクト「アントリン」を支援している。約8千冊の本がアントリンシリーズから入手でき、研究者のためのインターネットスペースもある。図書館内にはフリーの無線LANが完備されている。

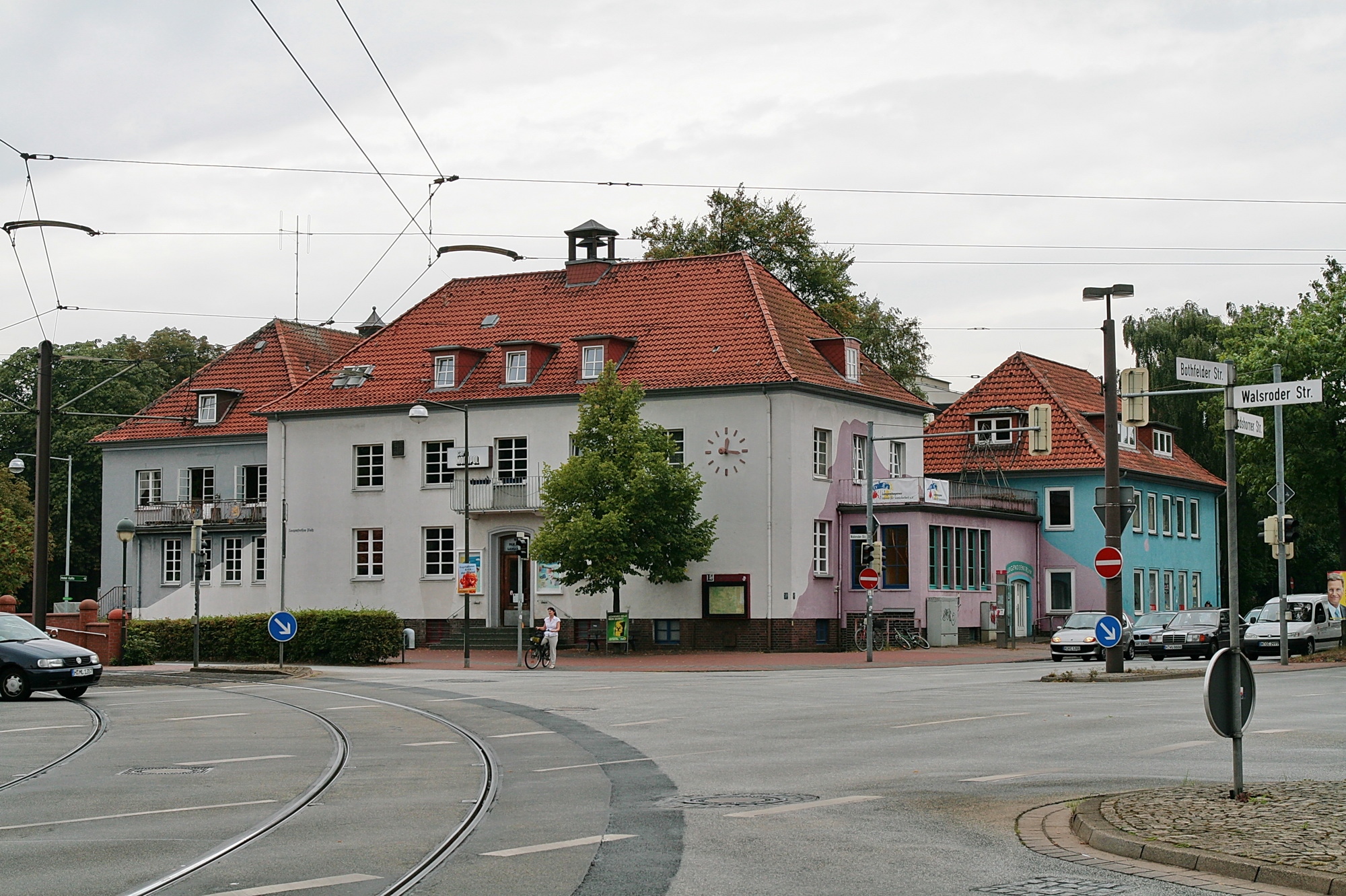
ランゲンハーゲン青年の家（旧市庁舎）

### 社会福祉
ランゲンフォルター広場の青年の家（旧ランゲンハーゲン市庁舎）には、多くのスポーツ連合、自立青年センター (UJZ) ランゲンハーゲン、市の青年保護担当部門が本部を置いている。
1998年に設立されたランゲンハーゲナー・ターフェル（直訳: ランゲンハーゲンのテーブル）は、本市最大の慈善団体である。寄付された食品が入ったターフェルバッグが毎週700軒以上の困窮世帯に配布される。50人以上のボランティアが定期的にターフェルで働いており、教会や社会福祉組織がバッグの配布を支援している。長年にわたって設立代表者を務めるヴェロニカ・ザウアーには、その長年の功績に対して連邦功労勲章を授与された。2014年からは、設立当時からすでに第2代表者を務めてきたユッタ・ホルトマンが代表となった。
フラウエンノートルーフ・ランゲンハーゲン（直訳: 女性緊急呼び出し）は、暴力を受けた女性を支援している。多世代住宅ミュッターツェントルム e.V. は女性、家族のための様々なイベントを行っており、イベントを通じて移住者との融和活動も主導している。ミュッターツェントルム・ランゲンハーゲン（直訳: 母たちのセンター）は、連邦家族省の活動プログラムで支援された500箇所の多世代住宅の1つである。
数多くの市区の青年会が若者たちにレジャーの機会を定期的に提供している。
ランゲンハーゲン社会活動協会 e.V. は、ランゲンハーゲン市の支援を受けて、独立の青年センターを運営しており、コミュニティ活動やスペースを活用した他の施設の活動支援も行っている。
市の高齢者事務所は、高齢者の要望に対応して、様々な活動により支援を行っている。
ヨブカフェ・ランゲンハーゲンは青年の家で失業者の職探しと応募の支援を行っている。

## 人物

### 出身者
- オーガスタス・フレデリック・クリストファー・コールマン（1756年 - 1829年）作曲家、音楽理論家。
- イェンス・ギーゼケ（ドイツ語版、英語版）（1964年 - ）歴史家。
- カトリーン・シュミット（ドイツ語版、英語版）（1967年 - ）バドミントン選手。
- アンドレ・ブライテンライター（ドイツ語版、英語版）（1973年 - ）サッカー選手、指導者。
- ティルマン・クーバン（ドイツ語版、英語版）（1987年 - ）政治家。
- イムカ・オネン（ドイツ語版、英語版）（1994年 - ）陸上競技選手（走高跳）。

### ゆかりの人物
- ロベルト・コッホ（1843年 - 1910年）細菌学者。ノーベル生理学・医学賞受賞者。1866年から1868年までランゲンハーゲンで医師を務めた。
- ルドルフ・ディールス（1900年 - 1957年）警察官僚。1933年から1934年にゲシュタポ長官を務めた。1949年から1957年までトヴェンゲに不動産を所有していた。
- ユル・ブリンナー（1920年 - 1985年）俳優。1984年にランゲンハーゲンのパラケルスス＝クリニーク・アム・ジルバーゼーで肺がん治療を受けた。
- クラウス・マイネ（1948年 - ）ロック・ミュージシャン。スコーピオンズのヴォーカリスト。ランゲンハーゲンで学び、キャリアをスタートさせた。
- ウリ・ジョン・ロート（1954年 - ）ギターリスト。スコーピオンズのギターリスト。1960年代末から1970年代の初めにランゲンハーゲンに住み、キャリアをスタートさせた。
- オリヴァー・カルコーフェ（ドイツ語版、英語版）（1965年 - ）俳優、コメディアン、キャバレリスト。子供の頃にエンゲルボステル地区に住んでいた。
- レオ・ゾッキオ（ドイツ語版、英語版）（1967年 - ）アイスホッケー選手。ハノーファー・スコーピオンズに所属した。ランゲンハーゲン在住。
- マルティン・グロート（ドイツ語版、英語版）（1969年 - ）サッカー選手。
- ティム・ホルンケ（ドイツ語版、英語版）（1990年 - ）ハンドボール選手。

## 関連図書
- Walther Bode; Marianne Humpe (1974). Aus Langenhagens Geschichte. Langenhagen: Arbeitsgemeinschaft Heimatgeschichte
- Walther Bode (1978). Einwohnerverzeichnisse aus dem 16. Jahrhundert. Heft 1. Langenhagen
- Walther Bode. Untertanenverzeichnis von 1594. Heft 2. Langenhagen
- Walther Bode (1981). Die Erbregister der Amtsvogtei Langenhagen von 1612 und 1634. Heft 3. Langenhagen
- Walther Bode (1982). Amtsbeschreibung des Carl Gust. Friedr. Wyneken aus dem 18. Jahrhundert. Heft 4. Langenhagen
- Walther Bode (1982). Langenhägener Lesebuch. Heft 5. Langenhagen
- Walther Bode; Marianne Humpe; Malte Van Hazebrouck (1991). Langenhägener Skizzen, Heft 6, Band 1 und 2. Langenhagen
- Karl Johaentges; Manfred Hertel (1991). Bilder aus Langenhagen (1 ed.). Hannover: KaJo Verlag. ISBN 978-3-925544-08-8
- Ernst-August Nebig (1984). Langenhagen macht Geschichte (n). Hannover: Harenberg Verlag. ISBN 978-3-89042-006-6
- Ernst-August Nebig (2007). Langenhagen macht Geschichte(n). Heimatarchiv. Erfurt: Sutton Verlag GmbH. ISBN 978-3-86680-104-2
- Ernst-August Nebig (2001). Langenhagen – Vom Dorf zur Stadt (1 ed.). Langenhagen: Wartberg Verlag. ISBN 978-3-86134-908-2
- Ernst-August Nebig; Holger Böttger (1979). Langenhagen (1 ed.). Langenhagen: E. H. Böttger Verlag
- Günter Sachs; Manfred Hertel; Horst Klösel (1985). Langenhagen 1933–1946, Sonderdruck der Hannoverschen Allgemeinen Zeitung – Landkreis-Zeitung Nord. Hannover: Verlagsgesellschaft Madsack
- Martin Stöber (2009). Langenhagen. Zum Jubiläum – 50 Jahre Stadtentwicklung in Texten und Bildern. Langenhagen. ISBN 978-3-938769-09-6
- Joachim Vogler (2008). Langenhagen ist am Zug. Eine Zeitreise mit der Eisenbahn. Wedemark: Extra-Verl.-Ges.. ISBN 978-3-940441-03-4
- Joachim Vogler (2013). Langenhagen ist am Zug. Eine Zeitreise mit der Eisenbahn. Berlin: epubli GmbH. ISBN 978-3-8442-7618-3
- Hasjo Wernicke (2011). Langenhagen: Ansichten – Einsichten – Aussichten. Wernicke Verlag